# Růžovité
Růžovité (Rosaceae) je čeleď dvouděložných krytosemenných rostlin z řádu růžotvaré (Rosales). Zástupci čeledi se vyskytují po celém světě, největší druhové bohatství je v severním mírném pásu. Jsou to byliny i dřeviny s jednoduchými nebo složenými, nejčastěji střídavými listy. Květy jsou nejčastěji pětičetné s větším počtem tyčinek. Semeníky jsou velmi mnohotvárné, svrchní až spodní, srostlé, volné nebo z jediného plodolistu. Také plody jsou různých typů.
Růžovité jsou hojně zastoupeny i v české květeně, na českém území se vyskytuje asi 200 původních druhů z 19 rodů. Do této čeledi náleží většina důležitých ovocných dřevin mírného pásu a také mnoho okrasných dřevin. Další využití mají jako léčivé rostliny, z některých jsou získávány aromatické silice. Dřevo ovocných stromů má využití v řezbářství.
Růžovité jsou v současné taxonomii členěny na tři podčeledi: Dryadoideae, Rosoideae a Spiraeoideae. Původní členění na 4 podčeledi podle typu plodů se ukázalo jako umělé.

## Popis

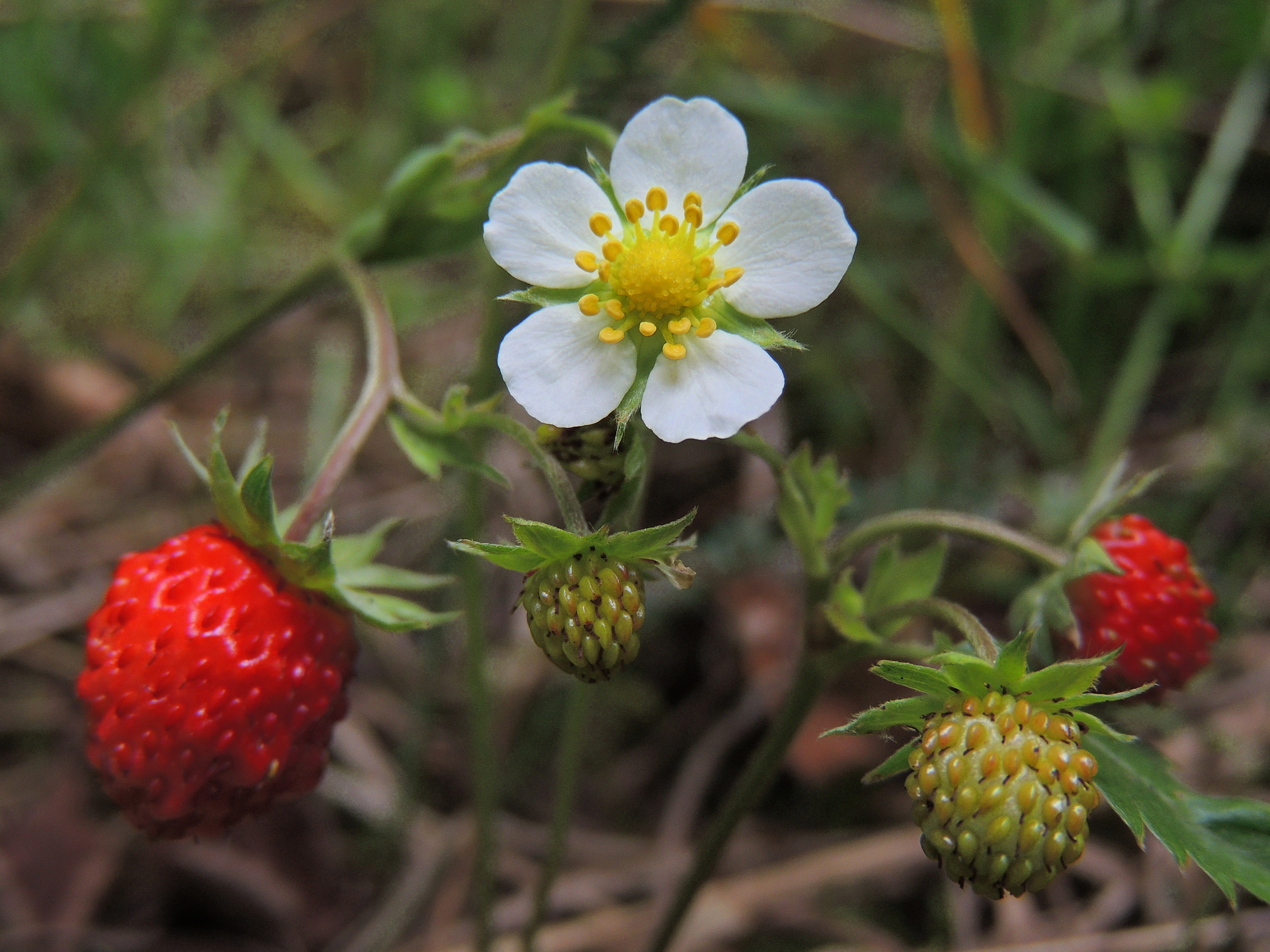
Květy a plody jahodníku

Růžovité jsou jednoleté nebo vytrvalé byliny, keře i stromy. Rostliny jsou jednodomé nebo zřídka dvoudomé. Odění je nejčastěji z jednoduchých nebo i žlaznatých chlupů, někdy jsou přítomny chlupy hvězdovité. Rostliny mohou mít trny či ostny. Listy jsou obvykle střídavé (výjimečně vstřícné, např. u rodu růžovec – Rhodotypos), jednoduché nebo zpeřeně či dlanitě složené, s opadavými nebo vytrvalými palisty. Žilnatina (botanika) je dlanitá nebo zpeřená, čepel listů je na okraji nejčastěji zubatá, zuby jsou často zakončeny žlázkou.
Květy jsou pravidelné, různého habitu od drobných bezkorunných zelenavých kvítků po nápadné velké květy, obvykle, v úžlabních nebo vrcholových květenstvích různých typů nebo jednotlivé. V květu je často přítomna češule (hypanthium), obvykle s nektáriovým diskem, volná nebo srůstající s plodolisty.
Kalich i koruna jsou nejčastěji pětičetné (výjimečně i čtyřčetné), koruna u některých rodů chybí (Acaena, Lachemilla, Aphanes, Polylepis). Tyčinky jsou volné, nejčastěji je jich 15 až mnoho, řidčeji je jejich počet redukován na 10, 5 nebo dokonce na jedinou tyčinku (rod Aphanes).
Gyneceum je velmi mnohotvárné, svrchní až spodní, složeno z jednoho až mnoha volných nebo do různého stupně srostlých plodolistů. V každém plodolistu je 1 až mnoho (nejčastěji 2) vajíček. Počet čnělek odpovídá počtu plodolistů. Plodem je peckovice, malvice, tobolka nebo souplodí měchýřků, nažek nebo peckoviček.

## Rozšíření
Čeleď zahrnuje okolo 4800 druhů v asi 105 rodech. Je rozšířena kosmopolitně, s největší druhovou pestrostí v mírném a subtropickém pásu severní polokoule. Některé rody, např. Acaena a Polylepis, mají centra druhové diversity na jižní polokouli. V tropech je jejich výskyt omezen především na vyšší polohy, v nížinných deštných lesích jsou zastoupeny jen velmi málo.
Rozsáhlý areál má např. ostružiník (Rubus), jehož původní oblast rozšíření zahrnuje 6 kontinentů. Dřeviny rodu Polylepis tvoří v Jižní Americe nejvýše zasahující lesnaté porosty na světě.

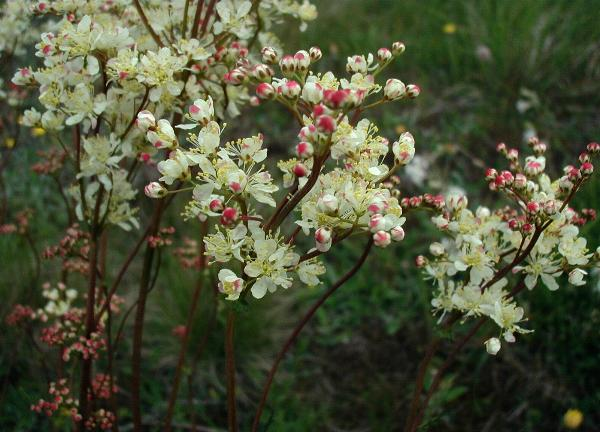
Tužebník jilmový

### Česká květena
V původní české květeně je zastoupeno 19 rodů a asi 200 druhů růžovitých. Téměř polovinu z tohoto počtu (asi 96 druhů) tvoří ostružiníky (Rubus), které náleží k taxonomicky nejobtížnějším skupinám středoevropské květeny. Dalším hojně zastoupeným rodem je mochna (Potentilla, 24 druhů), kontryhel (Alchemilla, 21 druhů) a růže (Rosa, asi 14 druhů). Z dřevin se na českém území jako původní dále vyskytuje jabloň lesní (Malus sylvestris), hrušeň polnička (Pyrus pyraster), rod slivoň (Prunus, střemcha, mandloň, trnka, třešeň, 6 původních druhů), jeřáb (Sorbus, 14 druhů, většina z nich hybridogenního původu), skalníky (Cotoneaster, 2 druhy), hlohy (Crataegus, 4 druhy) a tavolník vrbolistý (Spiraea salicifolia). Z bylin se mimo výše zmíněné mochny a kontryhele v Česku vyskytují řepík (Agrimonia, 2 druhy), nepatrnec (Aphanes, 2 druhy), řepíček řepíkovitý (Aremonia agrimonoides), udatna lesní (Aruncus vulgaris), tužebník (Filipendula, 2 druhy), jahodník (Fragaria, 3 druhy), kuklík (Geum, 3 druhy včetně rodu Sieversia, kuklice) a krvavec (Sanguisorba, 2 druhy).

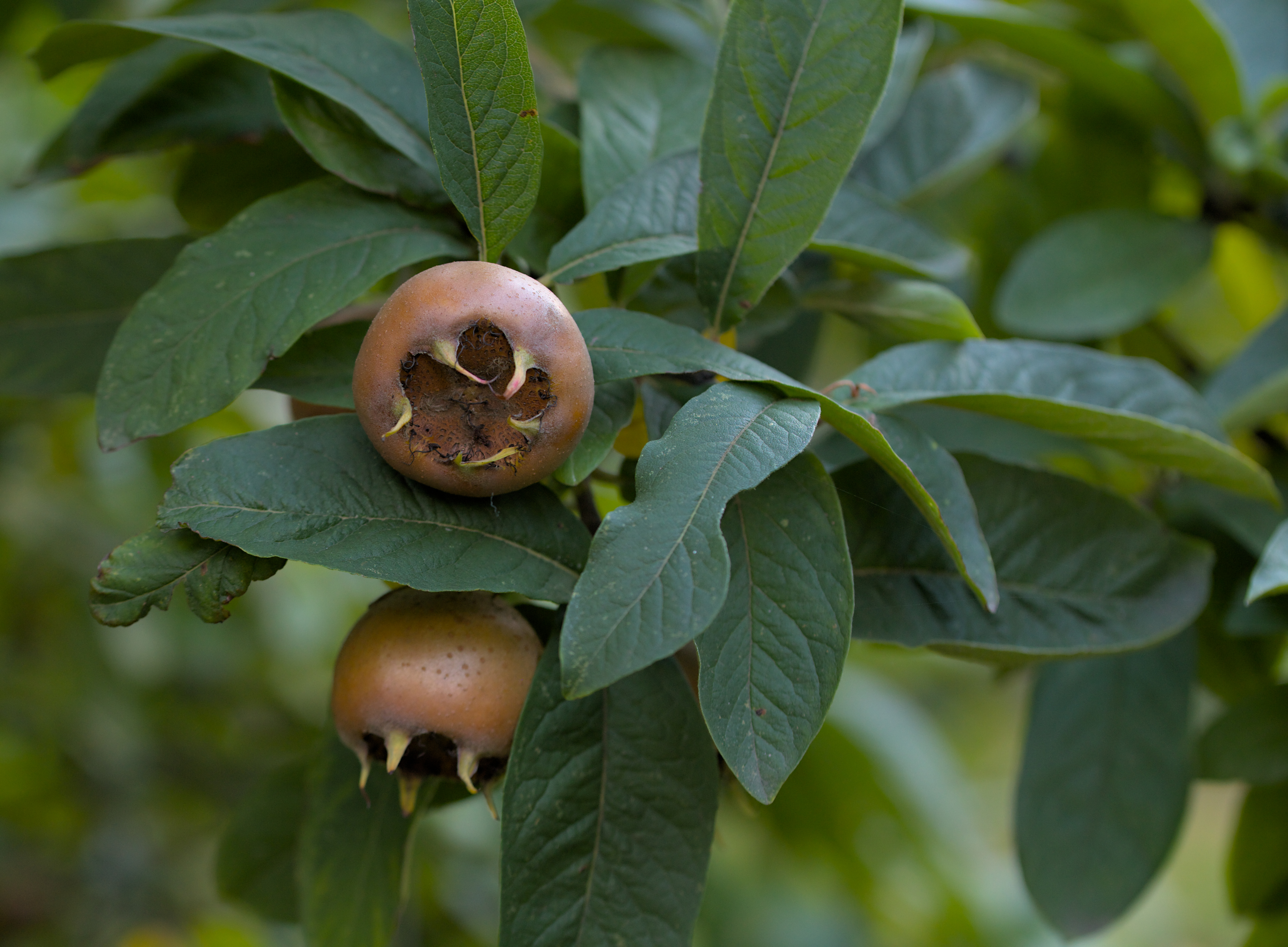
Mišpule německá

Z pěstovaných okrasných dřevin občas zplaňují některé tavolníky (Spiraea), skalníky (Cotoneaster), tavola kalinolistá (Physocarpus opulifolius), růže (např. růže svraskalá, Rosa rugosa), kdouloň obecná (Cydonia oblonga), jeřáb oskeruše (Sorbus domestica), muchovník oválný (Amelanchier ovalis), mišpule obecná (Mespilus germanica), z bylin jahodka indická (Duchesnea indica).
Vzácně jsou k nám zavlékány kuklík alepský (Geum aleppicum) a mochna prostřední (Potentilla intermedia).

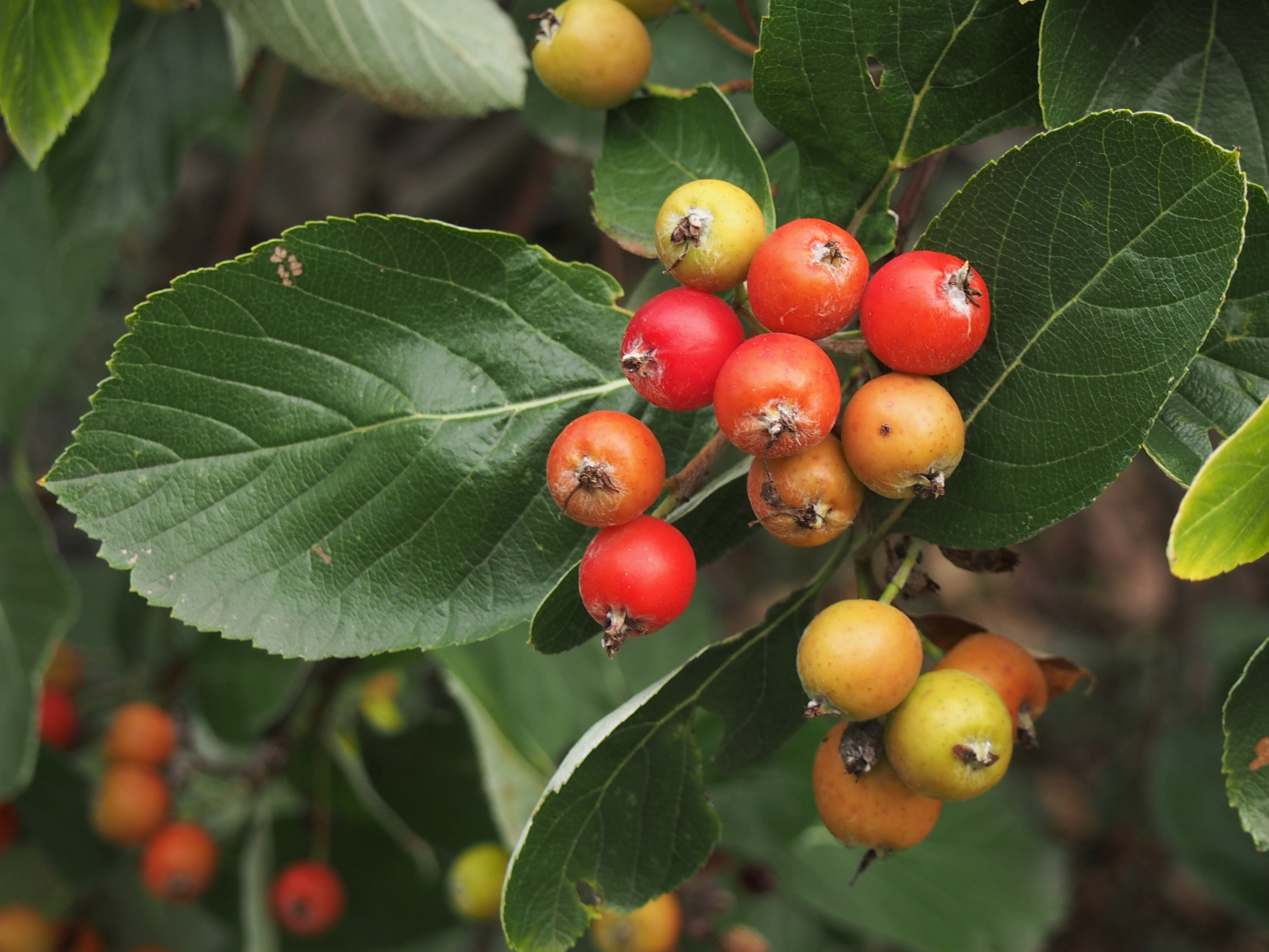
Jeřáb sudetský – kriticky ohrožený druh české květeny

Mezi kriticky ohrožené druhy na území ČR náleží kontryhel rozeklaný (Alchemilla fissa, jen v karových jámách Krkonoš), mandloň nízká (Prunus tenella, jižní Morava), nepatrnec pískomilný (Aphanes australis), mochna drobnokvětá (Potentilla micrantha, Bílé Karpaty), mochna rozkladitá (Potentilla patula, jižní Morava), mochna jahodovitá (Potentilla sterilis, střední Morava), ostružiník moruška (Rubus chamaemorus, Krkonoše) a jeřáb sudetský (Sorbus sudetica, Krkonoše).
Mezi v ČR vyhynulé taxony náleží růže rolní (Rosa arvensis) a kontryhel krkonošský (Alchemilla corcontica).

### Evropská květena
V evropské květeně jsou kromě rodů obsažených i v české původní květeně zastoupeny ještě rody dryádka (Dryas, 2 druhy), muchovník oválný (Amelanchier ovalis), mišpule obecná (Mespilus germanica), hlohyně šarlatová (Pyracantha coccinea), mochnička (Waldsteinia, 2 druhy), zubatka (Sibbaldia, 2 druhy), sibiřanka hladká (Sibiraea altaiensis na Balkáně) a středomořský keř astivida trnitá (Sarcopoterium spinosum).

## Ekologické interakce
Většina zástupců čeledi je opylována hmyzem, přičemž nejsou známy specializované vazby na konkrétní opylovače. Některé rody (Acaena, Lachemilla, Polylepis) jsou větrosprašné.
Semena mnohých růžovitých s dužnatými plody jsou šířena trusem zvířat. Jiné druhy, např. acéna (Acaena) a řepík (Agrimonia), mají plody se štětinami nebo háčky, které se zachytávají na zvířecí srsti.
Zástupci podčeledi Dryadoideae fixují vzdušný dusík prostřednictvím symbiózy s bakteriemi Frankia ze skupiny aktinobakterií.

## Obsahové látky
Mezi obsahové látky vyskytující se u čeledi růžovité náleží kyanogenní glykosidy (amygdalin v semenech, prunasin a další), kyselina ellagová, sorbitol, flavony, třísloviny (ellagotaniny), triterpeny a triterpenové saponiny.
Alkaloidy jsou přítomny jen velmi zřídka, výjimkou jsou diterpenoidní alkaloidy (tzv. spiradiny) u tavolníku (Spiraea). Hojné jsou ovocné kyseliny (kyselina sorbová, vinná, citronová, askorbová, jablečná a další).
Růžová silice obsahuje především triterpenové alkoholy: geraniol, citronellol a nerol.

Amygdalin
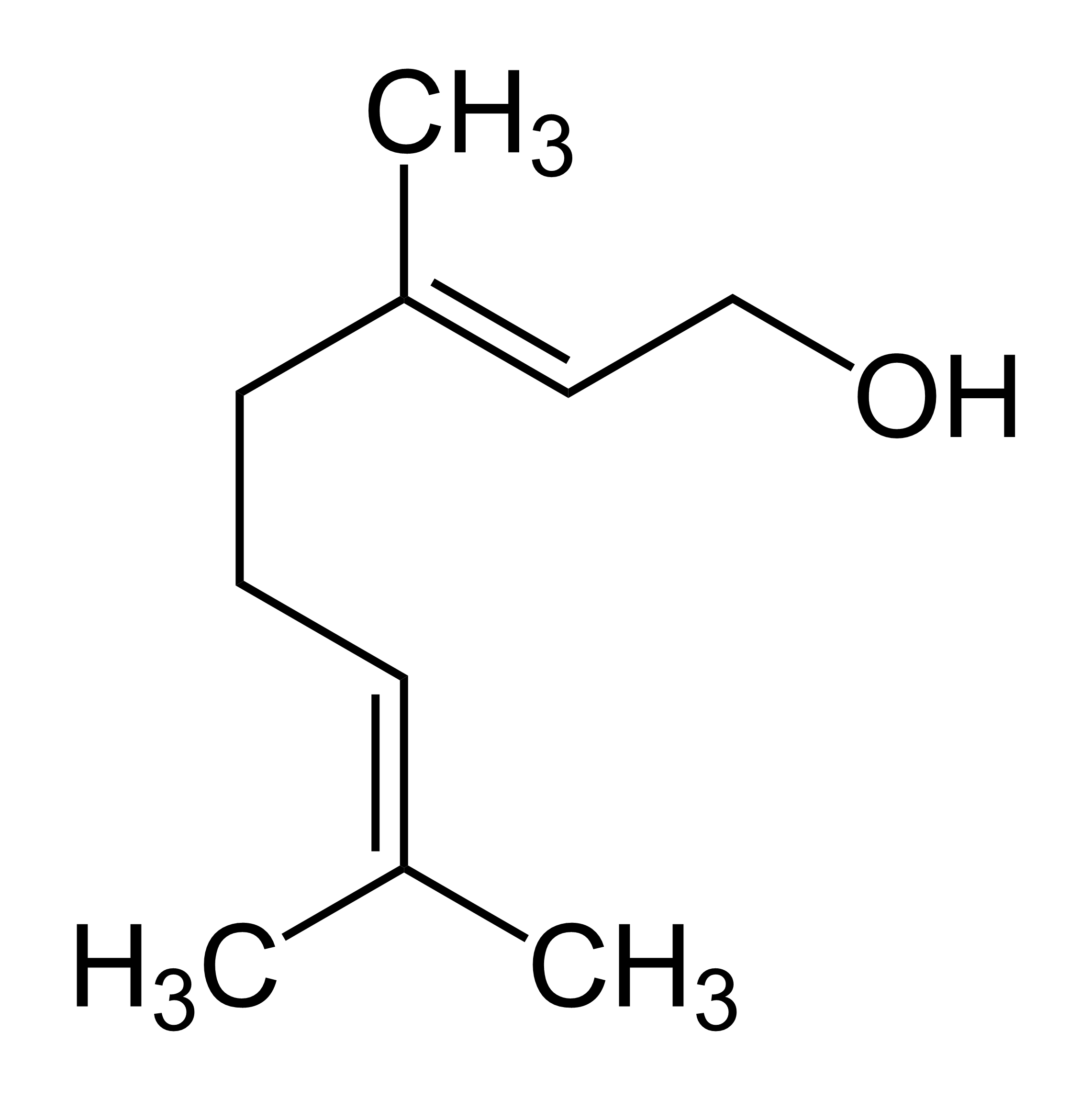
Geraniol
Sorbitol
Kyselina sorbová

## Taxonomie
Navzdory velké různorodosti v morfologii květních orgánů jsou růžovité dobře vyhraněnou a monofyletickou skupinou, což potvrzují i molekulární výzkumy. V rámci řádu růžotvarých tvoří jeho bazální větev.
Systém APG dělí růžovité na 3 podčeledi: Dryadoideae, Rosoideae a Spiraeoideae. Dřívější dělení na 4 podčeledi na základě typu plodů (Maloideae, Prunoideae, Rosoideae a Spiraeoideae) se ukázalo jako nepřirozené a nekoresponduje s výsledky molekulárních studií, přičemž jako nesourodá skupina se ukázala především podčeleď Spiraeoideae (tak jak byla chápána dříve).
Mezirodové vztahy uvnitř těchto 3 větví jsou stále z větší části nedořešené. Rod Quillaja (mydlokor) byl na základě výsledků molekulárních analýz přeřazen do samostatné čeledi Quillajaceae v rámci řádu Fabales. Ke změnám došlo ve vymezení některých rodů. Rody Comarum (zábělník) a Dasiphora (mochnovec) byly vřazeny do rodu Potentilla (mochna) a potom z něj opět vyjmuty, rod Sieversia (kuklice) byl vřazen do rodu Geum (kuklík). Velké změny podstoupil rod Prunus (slivoň): ten je dnes chápán široce a zahrnuje dřívější rody Cerasus (třešeň, višeň), Laurocerasus (bobkovišeň), Amygdalus (mandloň), Persica (broskvoň), Armeniaca (meruňka), Padus (střemcha) a Padellus (mahalebka). Naopak u rodu jeřáb (Sorbus) je nově preferováno dělení do vícera samostatných rodů, zčásti monotypických.
U mnoha rodů je vyvinuta částečná nebo úplná apomixie, tedy nepohlavní tvorba semen, což vede ke značné taxonomické složitosti: jedná se např. o rody ostružiník (Rubus), kontryhel (Alchemilla), jeřáb (Sorbus), hloh (Crataegus), skalník (Cotoneaster) aj., jejichž zástupci často náležejí mezi obtížně určovatelné, tzv. kritické rostlinné taxony. Častá je náchylnost k vzájemné hybridizaci, a to i mezirodové.

## Systematický přehled čeledi

### PodčeleďDryadoideae

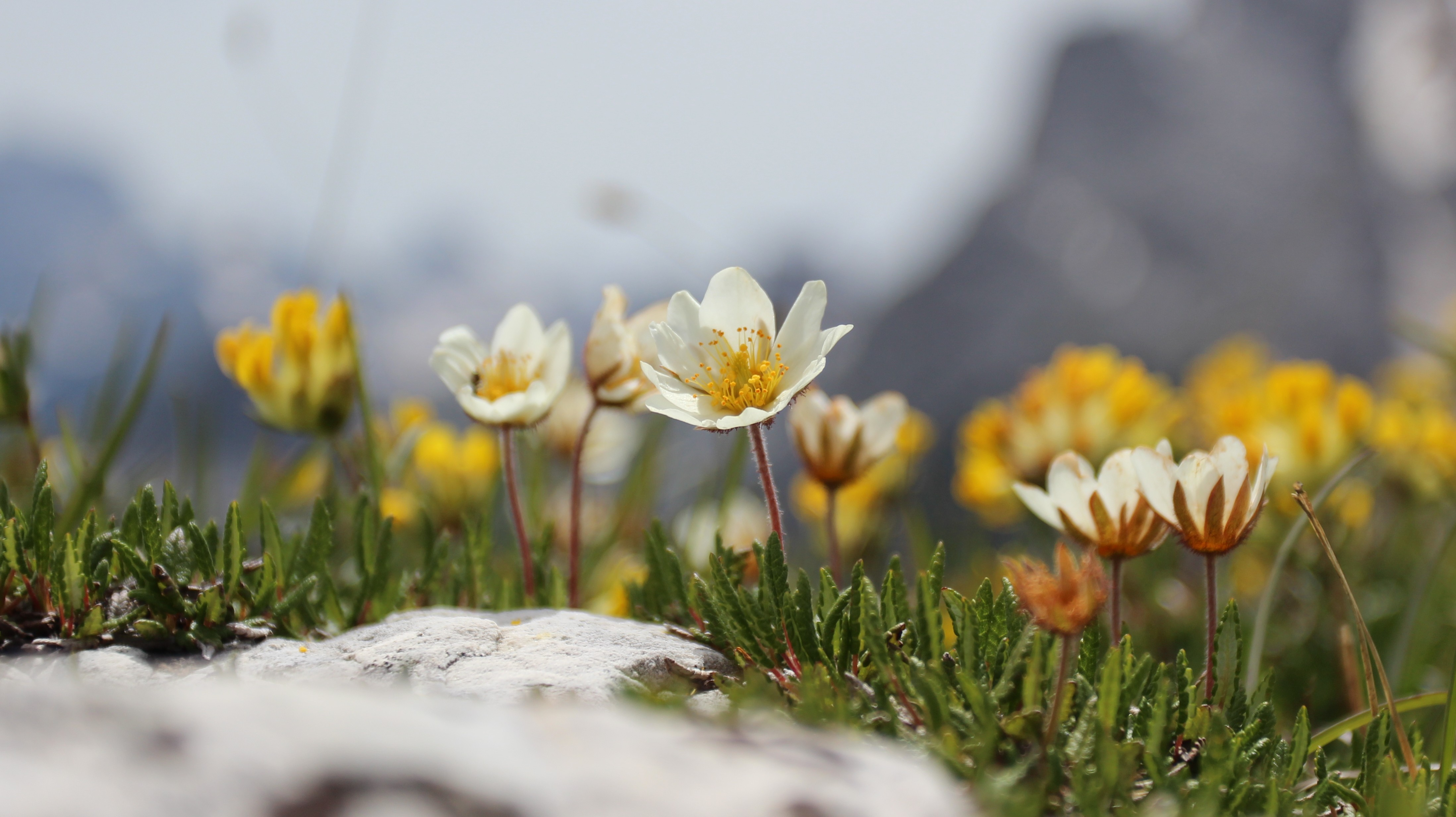
Dryádka osmiplátečná

Bazální skupina růžovitých, charakteristická je asociace s dusík fixujícími bakteriemi rodu Frankia; vajíčka jsou přímá, plodem jsou nažky, obsahují sorbitol a kyanogenní glykosidy. Obsahuje jen 4 rody:
- dryádka (Dryas) – 9 druhů, cirkumpolární oblast severní polokoule
- puršovka (Purshia) – 4 druhy, západ severní Ameriky
- chamebácie (Chamaebatia) – 2 druhy, západ severní Ameriky
- oháňkovník (Cercocarpus) – 12 druhů, západ severní Ameriky

### PodčeleďRosoideae
Byliny nebo keře, jen zřídka stromy. Gyneceum je obvykle složeno z mnoha plodolistů, obsahují kyselinu ellagovou, až na výjimky nejsou přítomny kyanogenní glykosidy, sorbitol a flavony. Na základě molekulárních studií definovány úžeji než v dřívějším pojetí.
- Tužebník (Filipendula) – 13 druhů, mírné oblasti severní polokoule

Supertribus Rosidae

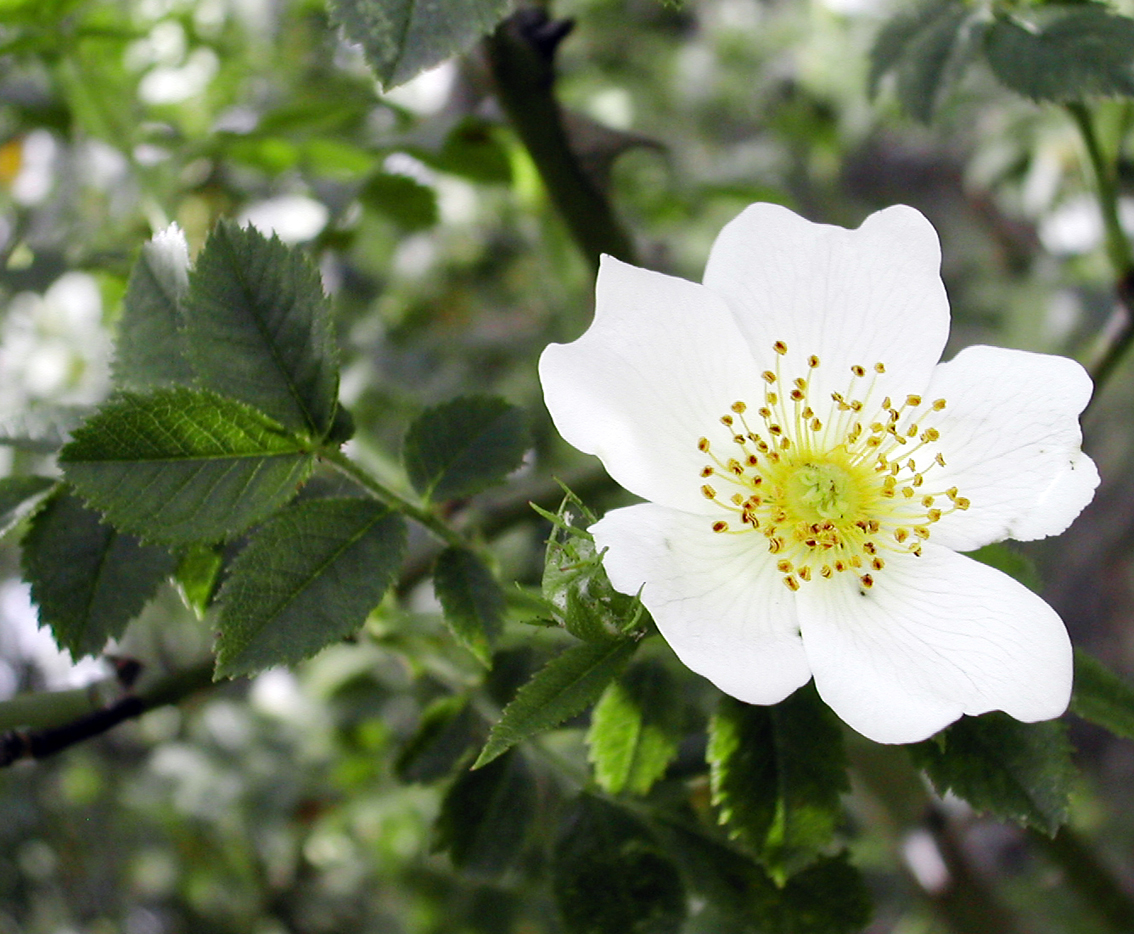
Růže rolní

- růže (Rosa) – mnoho druhů, většina severní polokoule
- ostružiník (Rubus) – velmi mnoho apomiktických druhů, kosmpolitní areál s výjimkou Antarktidy

Tribus Sanguisorbeae
- řepík (Agrimonia)
- řepíček (Aremonia)
- krvavec (Sanguisorba)

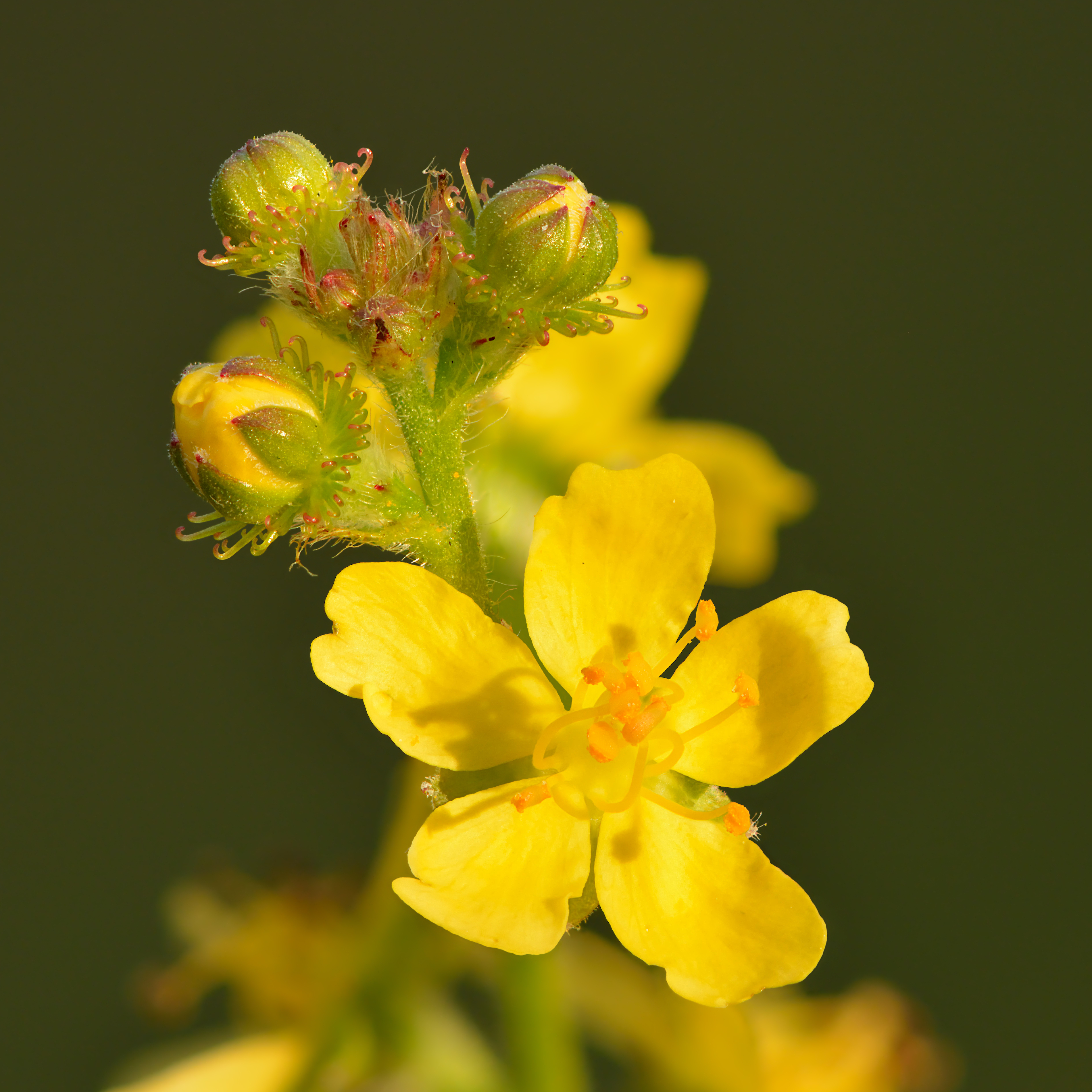
Detail květu řepíku lékařského

- hagenie (Hagenia) – jediný druh, rovníková a severovýchodní Afrika
- acéna (Acaena) – 56 druhů, jižní polokoule
- polylepis (Polylepis) – 33 druhů, západ a střed Jižní Ameriky
- perloušek (Margyricarpus) – 4 druhy, Jižní Amerika
- astivida (Sarcopoterium) – jediný druh, Středomoří

Tribus Potentilleae

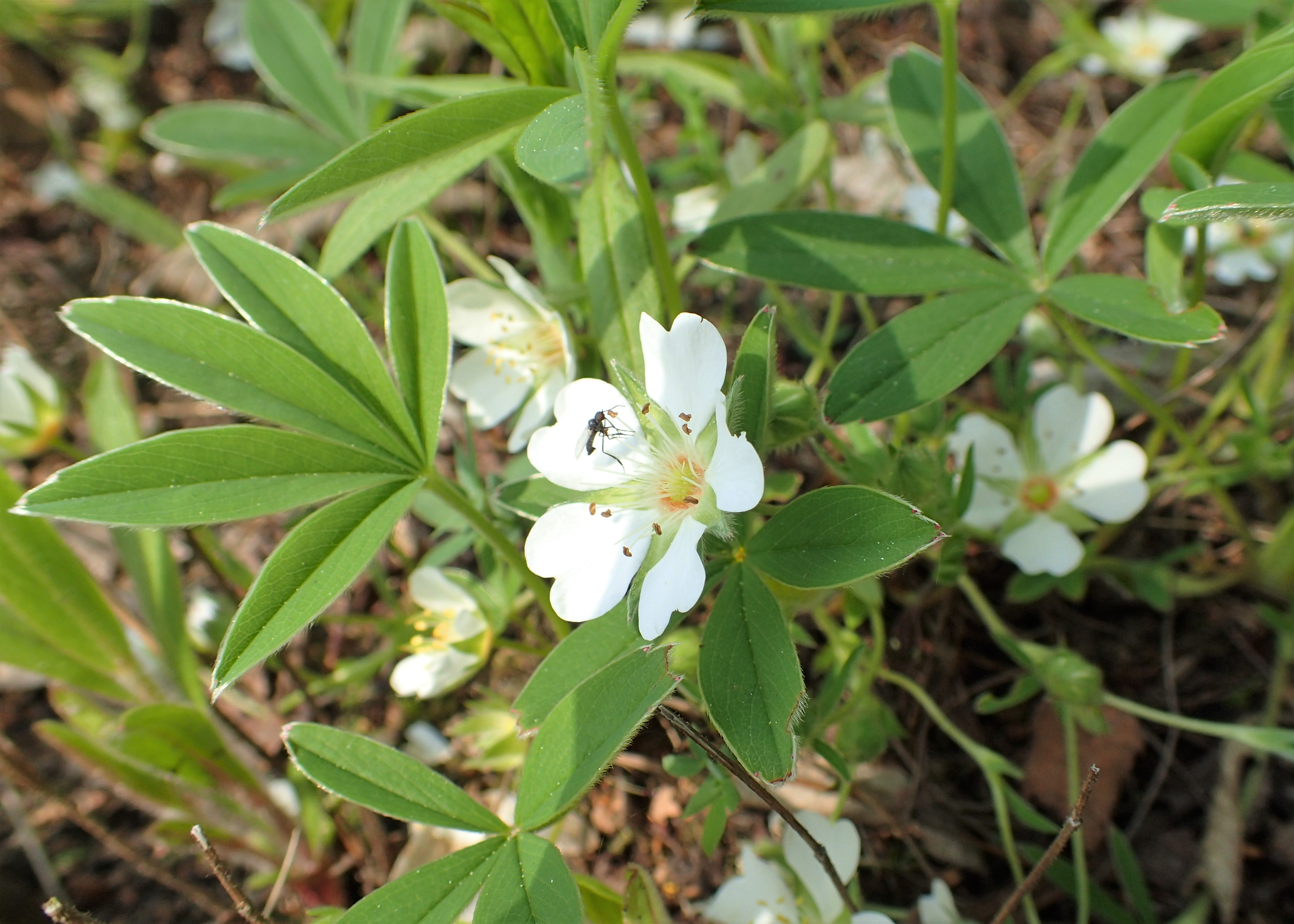
Mochna bílá

- mochna (Potentilla), včetně rodů, zábělník (Comarum) a vřeteník (Drymocallis)
- jahodník (Fragaria)
- mochnovec (Dasiphora, syn. Potentilla)
- jahodka (Duchesnea)
- kontryhel (Alchemilla)
- zubatka (Sibbaldia)
- nepatrnec (Aphanes, syn. Alchemilla)

Tribus Colurieae
- kuklík (Geum)
- mochnička (Waldsteinia)
- kuklice (Geum, syn. Sieversia) – 2 druhy, severovýchodní Asie
- falugie (Fallugia) – jediný druh, západ USA

### PodčeleďSpiraeoideae:

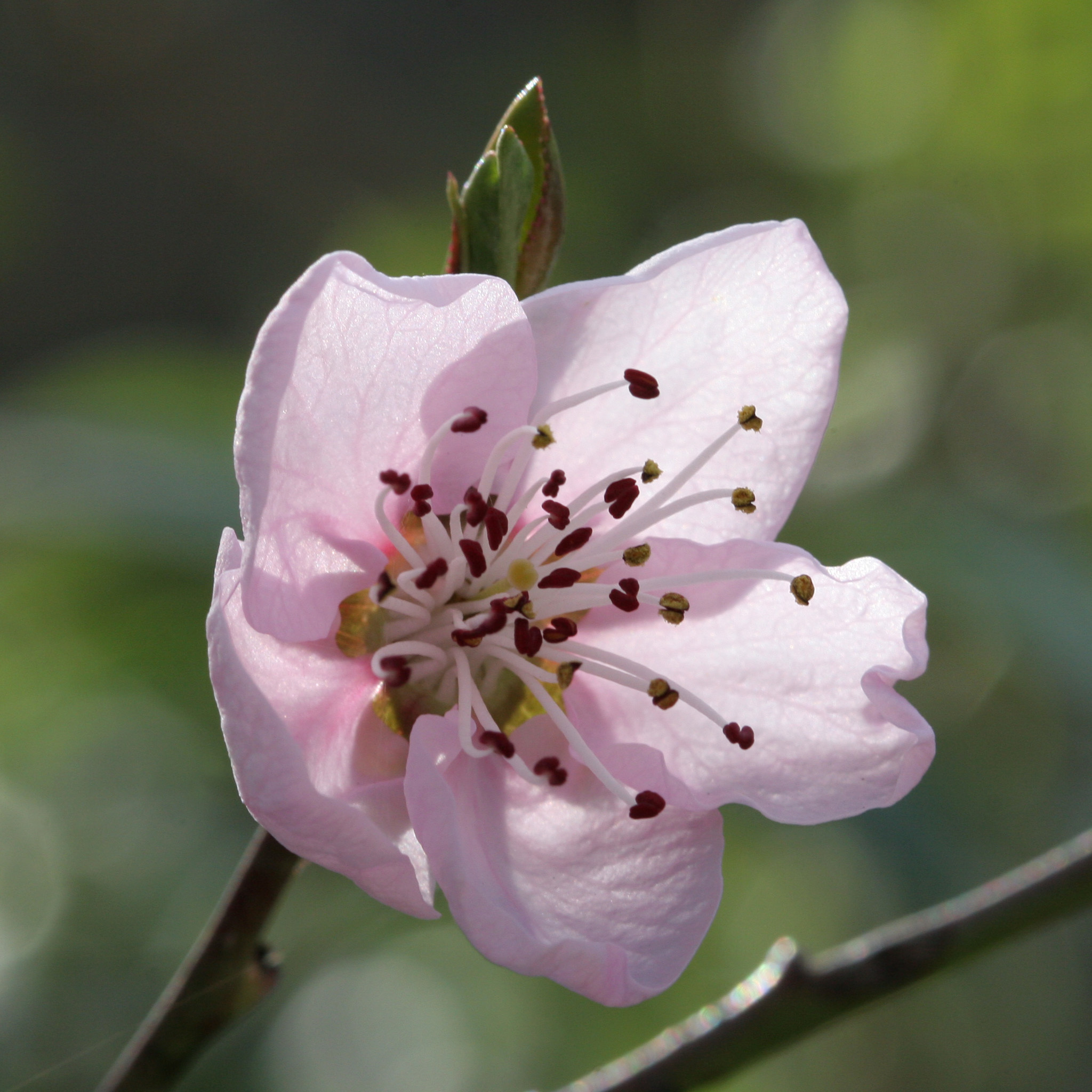
Kvetoucí broskvoň

Dřeviny, gyneceum je obvykle složeno z méně než 5 plodolistů, obsahují sorbitol, kyanogenní glykosidy a flavony, chybí kyselina ellagová. Náleží sem mimo jiné známé rody s malvicemi (jabloň, hrušeň, jeřáb) a peckovicemi (slivoň).
Tribus Amygdaleae
- pouze rozsháhlý rod Prunus (slivoň) v aktuálním široce pojatém smyslu, většina severní polokoule

Tribus Sorbarieae
- tavolníkovec (Sorbaria) – 9 druhů, Severní Amerika, východní Asie
- adenostoma (Adenostoma) – 2 druhy, Kalifornie a západní Mexiko
- žebrolístek (Chamaebatiaria) – 2 druhy, západ USA

Tribus Spiraeeae

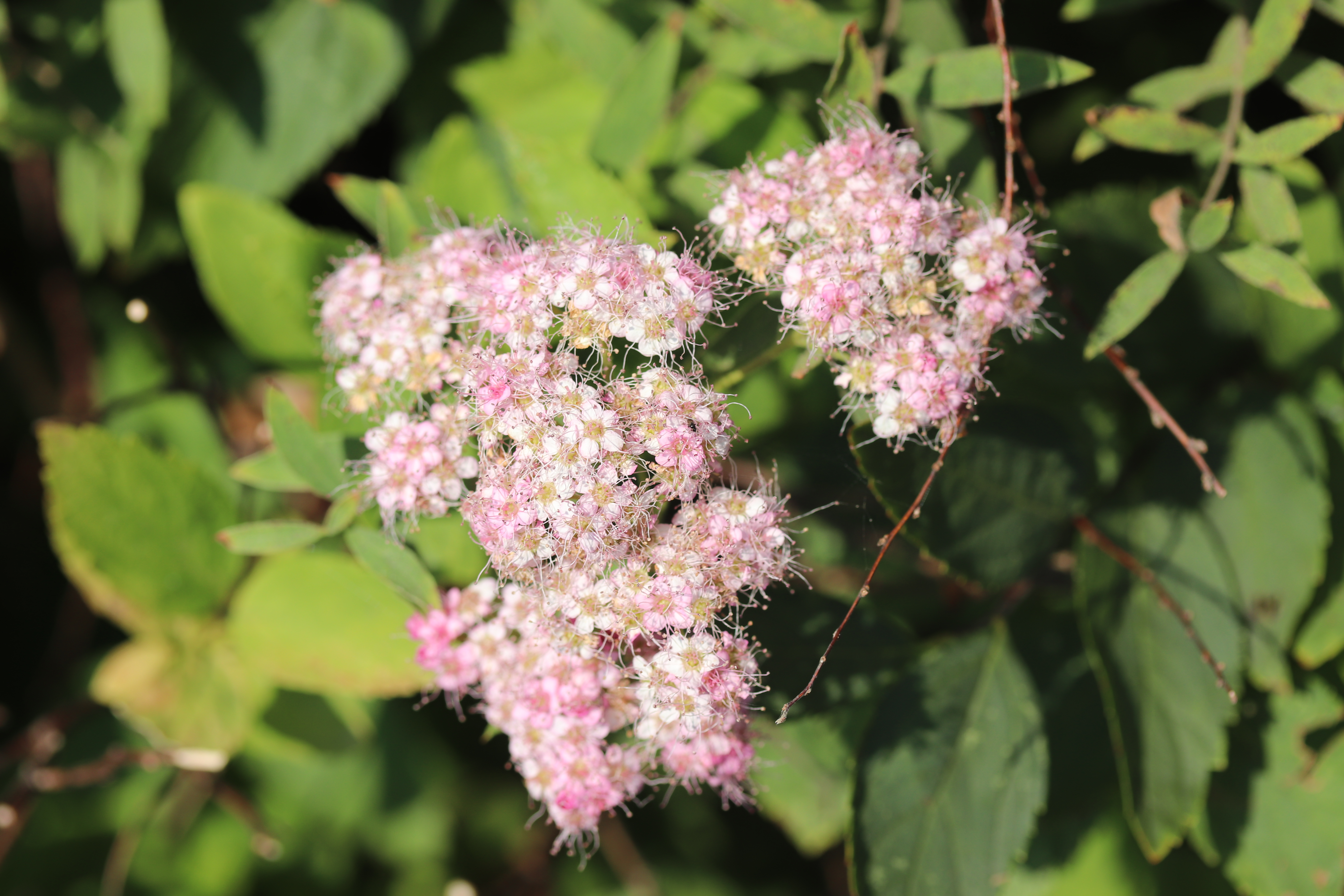
Tavolník japonský

- tavolník (Spiraea) – zhruba 100 druhů, mírné oblasti severní polokoule
- udatna (Aruncus)
- sibiřanka (Sibiraea) – 4 druhy, disjunktní areál v Eurasii
- celoterčník (Holodiscus)
- paprskovec (Pentactina)
- tavolníček (Petrophytum) – 3 druhy, západ a jih Severní Ameriky
- litkovka (Luetkea) – jediný druh, severozápad Severní Ameriky

Tribus Neillieae

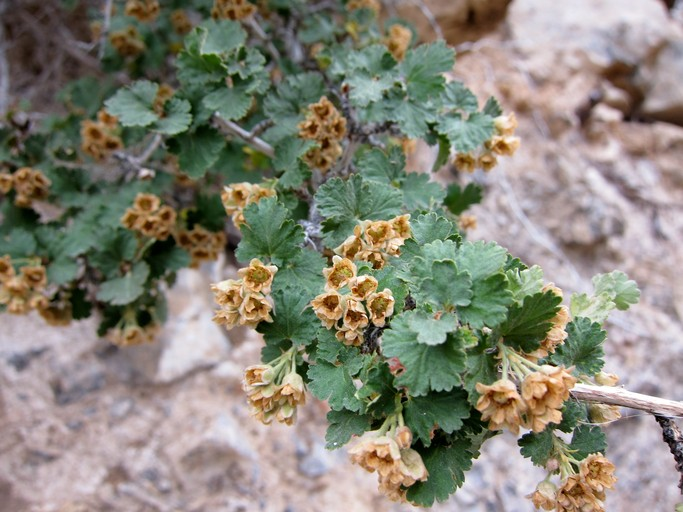
Tavola (Physocarpus alternans)

- tavola (Physocarpus) – 12 druhů, Severní Amerika, východní Asie
- tavolníkovka (Neillia), vč. rodu korunatka (Stephanandra) – 15 druhů, východní Asie

Supertribus Kerriodae:
Tribus Kerrieae
- zákula (Kerria) – jediný druh, východní Asie
- růžovec (Rhodotypos) – jediný druh, východní Asie
- neviusie (Neviusia) – 2 druhy, Severní Amerika

Tribus Osmaronieae

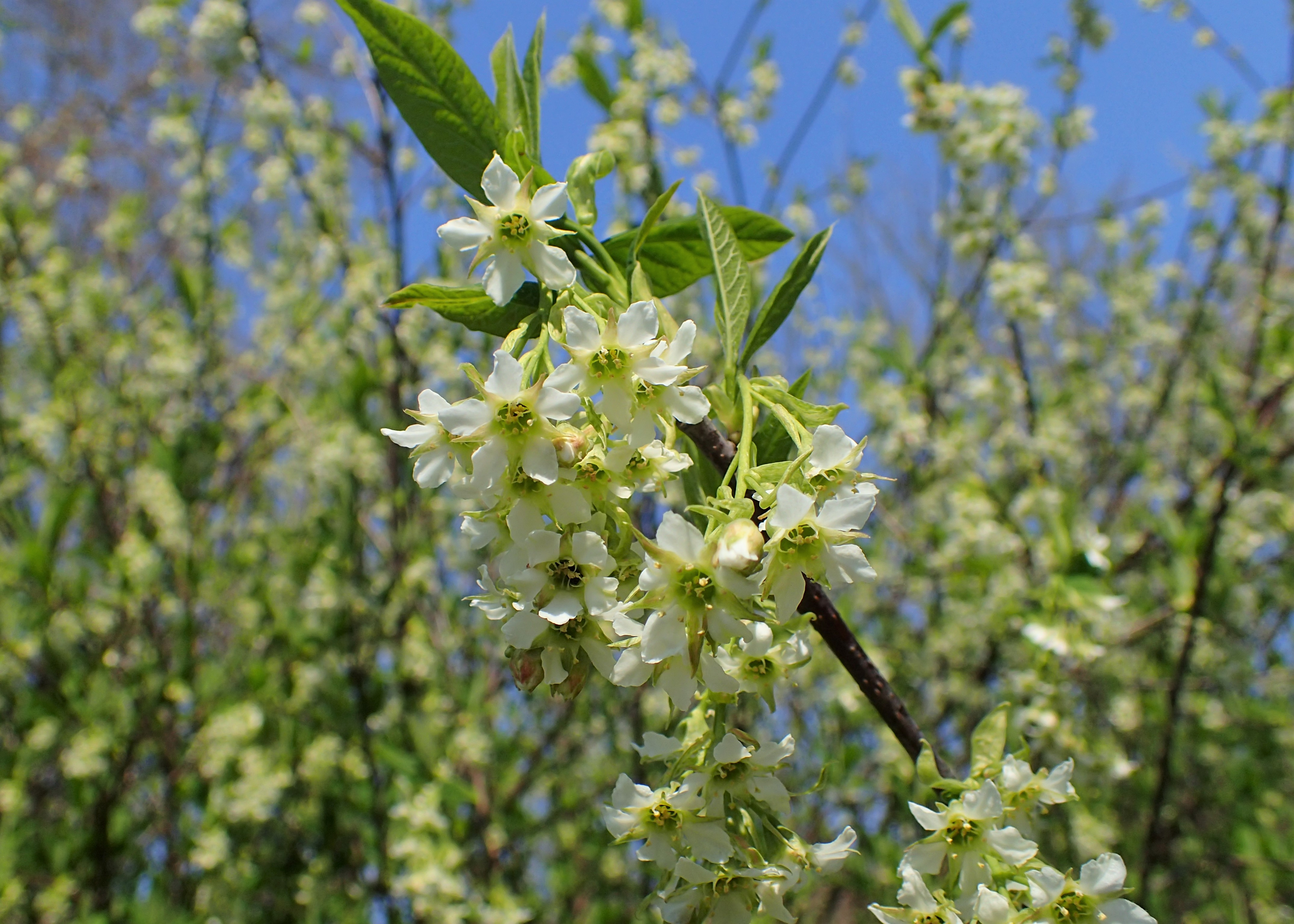
Vonivka třešňová

- hroznovec (Exochorda) – 4 druhy, střední a východní Asie
- prinsepie (Prinsepia)  – 4 druhy, jižní a východní Asie
- vonivka (Oemleria, syn. Osmaronia) – jediný druh, pacifický severozápad Severní Ameriky

Supertribus Pyrodae:
- trubuška (Gillenia) – 2 druhy, Severní Amerika

Tribus Pyreae (Maleae)
- kagenekie (Kageneckia) – 3 druhy, západ Jižní Ameriky
- donaul (Vauquelinia) – 4 druhy, Mexiko a jih USA

Subtribus Pyrinae (Malinae):

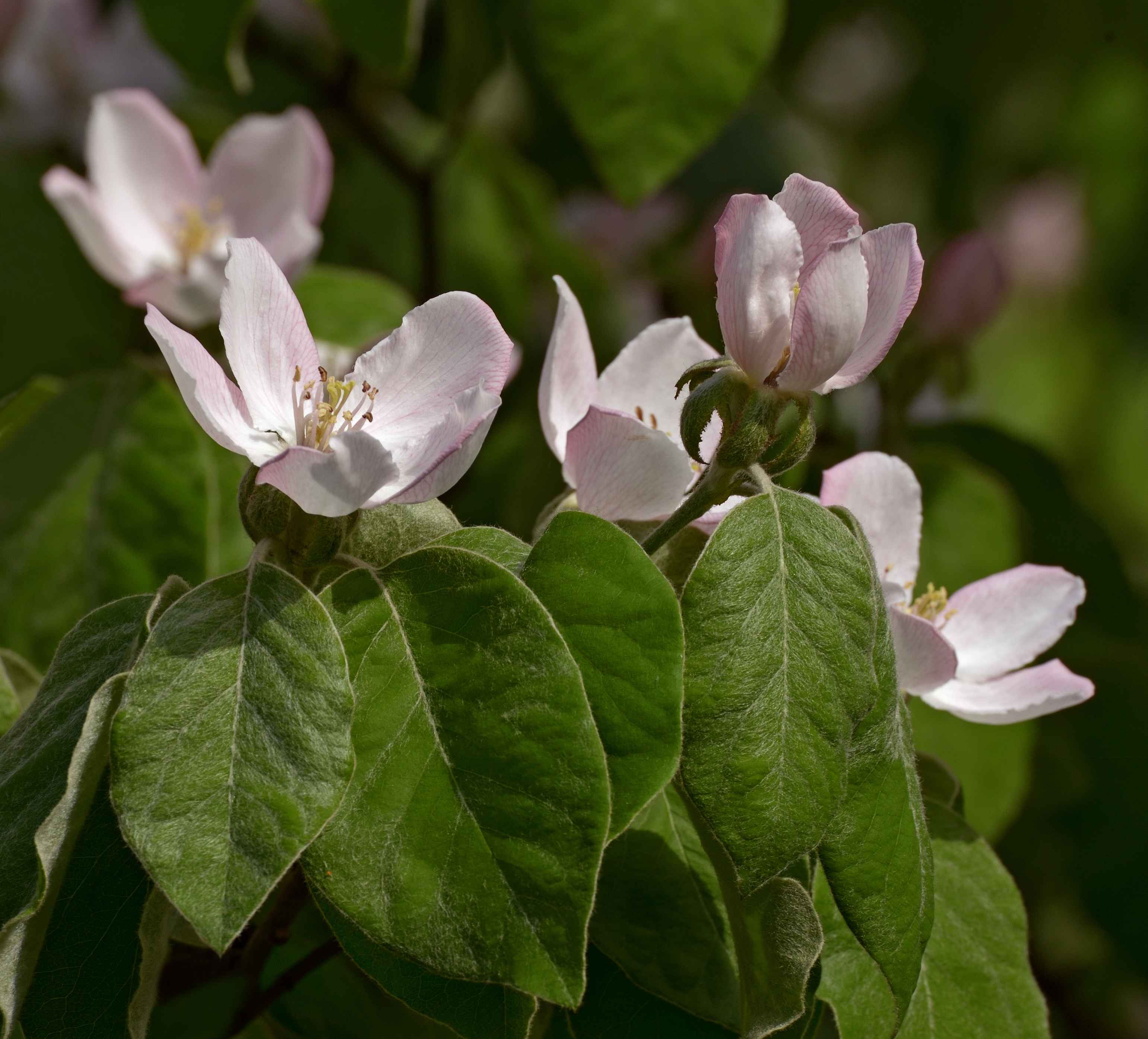
Kdouloň

- blýskalka (Photinia) – 33 druhů, východní a jihovýchodní Asie, jihozápad Severní Ameriky
- stranvésie (Stranvaesia, syn. Photinia) – 3 druhy, východní a jihovýchodní Asie
- hloh (Crataegus) včetně rodu mišpule (Mespilus) – mnoho druhů, mírné oblasti celé severní polokoule
- hlohoun (Osteomeles) – 2 druhy, východní Asie
- hlohovka (Rhaphiolepis) – cca 40 druhů, východní a jihovýchodní Asie
- hlohyně (Pyracantha) – 6 druhů, hlavně subtropy celé Eurasie
- hrušeň (Pyrus) – 60 druhů, mírný a subtropický pás Eurasie
- jabloň (Malus) – cca 35 druhů, mírné oblasti severní polokoule
- jeřáb (Sorbus, v širokém smysu) – mnoho druhů, mírné oblasti celé severní polokoule
- kdouloň (Cydonia) – jediný druh, Kavkaz, Írán, střední Asie
- kdoulovec (Chaenomeles) – 4 druhy, Čína, východní Asie
- lístkovec (Peraphyllum) – jediný druh, západ USA
- lokvát (Eriobotrya) – 20–30 druhů, subtropická Asie
- muchovník (Amelanchier) – cca 20 druhů, teplejší oblasti severní polokoule
- skalník (Cotoneaster) – většina Eurasie, Středomoří
- temnoplodec (Aronia) – 2 druhy, východ Severní Ameriky

## Význam a využití
Většina ovocných dřevin mírného pásu náleží do čeledi růžovité, ceněné je také jejich dřevo. Náleží sem i mnoho okrasných dřevin, především keřů. Některé druhy z této čeledi jsou používány v lékařství a léčitelství, jiné patří k významným včelařským rostlinám díky své produkci nektaru a pylu.

### Potraviny
Ve střední Evropě je z hlavních ovocných dřevin původní jen třešeň ptačí (Prunus avium, syn. Cerasus avium). Višeň obecná (Prunus cerasus, syn. Cerasus vulgaris) pochází z oblasti od jihovýchodní Evropy po Indii, slivoň švestka (slivoň domácí, Prunus domestica) z oblasti Kavkazu, slivoň obecná (Prunus insititia) z jihozápadní Asie, slivoň třešňová (myrobalán, Prunus cerasifera) od Balkánu po Střední Asii, meruňka obecná (Prunus armeniaca, syn. Armeniaca vulgaris) a broskvoň obecná (Prunus persica, syn. Persica vulgaris) z Číny. Hrušeň obecná (Pyrus communis) a jabloň domácí (Malus domestica) jsou staré kulturní rostliny, vzniklé mnohonásobným křížením.
Jedlé peckovice většinou místního významu poskytují i různé druhy subtropických slivoní: americké druhy Prunus angustifolia, P. americana a P. subcordata a asijské druhy Prunus caspica, P. iranica, P. ursina, P. involucrata a P. salicina.
Jako drobné ovoce jsou v Česku pěstovány jahodník obecný (Fragaria vesca), maliník obecný (Rubus idaeus), ostružiníky (Rubus spp.), jedlé kultivary jeřábu ptačího (Sorbus aucuparia), méně často jeřáb oskeruše (Sorbus domestica), různé druhy muchovníku (Amelanchier) a temnoplodec (Aronia). Sbírány jsou i plody trnky (Prunus spinosa) a třešně křovité (Prunus fruticosa).
Jedlé jsou také malvice různých subtropických druhů hlohu (středomořské a asijské Crataegus azarolus, C. orientalis, C. pontica a americké C. flava, C. mexicana a C. stipulosa).
Lokvát japonský neboli japonská mišpule (Eriobotrya japonica) pochází z východní Asie a pěstuje se i ve Středomoří. Strom kvete na podzim, příjemně chutnající plody dozrávají na jaře, v době kdy jiné ovoce ještě není k dispozici.
Mandloň obecná (Prunus dulcis, syn. Amygdalus communis) pochází z Přední a Střední Asie. Mimo těchto míst je dnes nejvíce pěstována ve Středomoří.
Ze severovýchodních oblastí Jižní Ameriky pochází vysoký strom Acioa guianensis, poskytující peckovice s chutnými jádry.

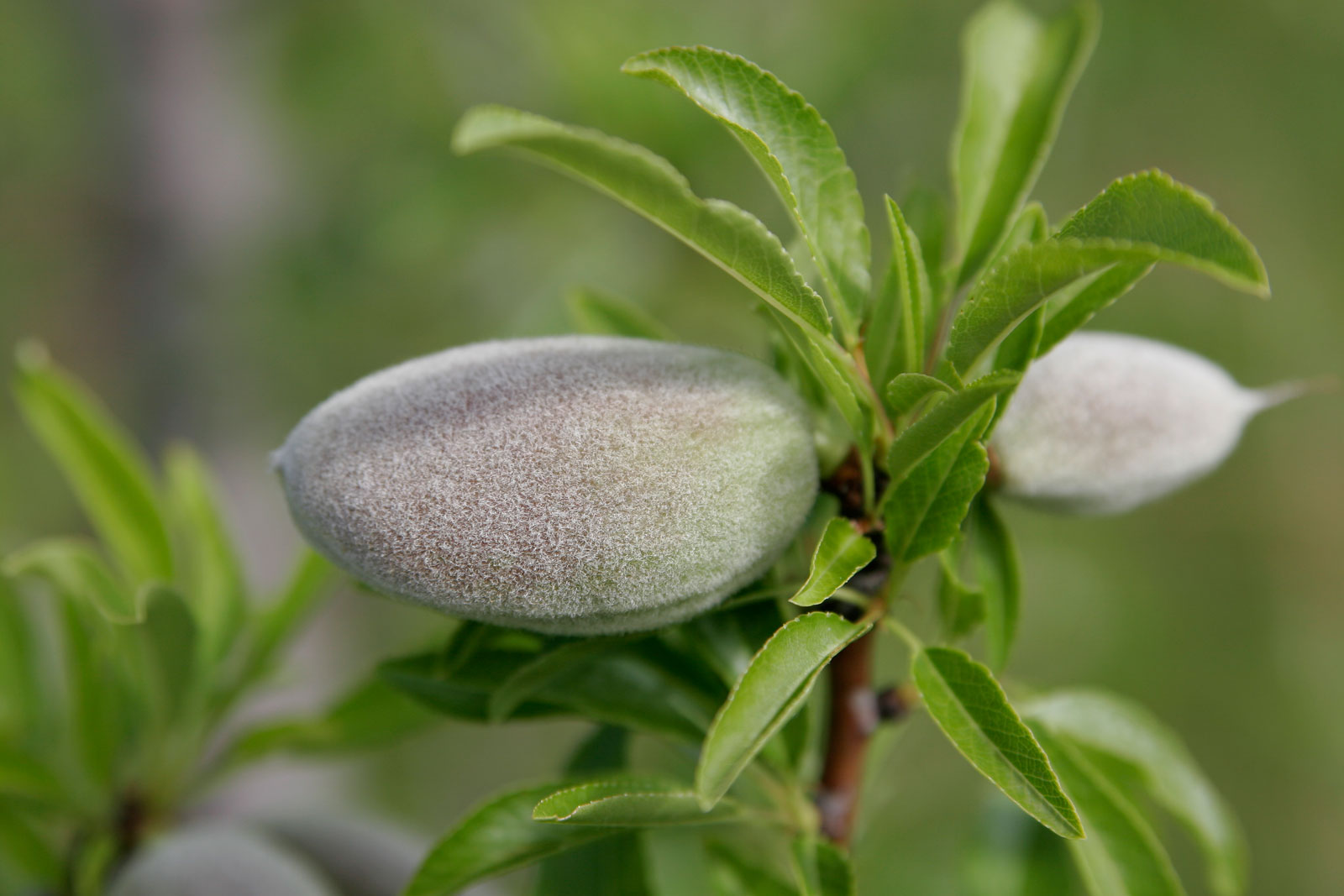
Mandloň obecná (Prunus dulcis)
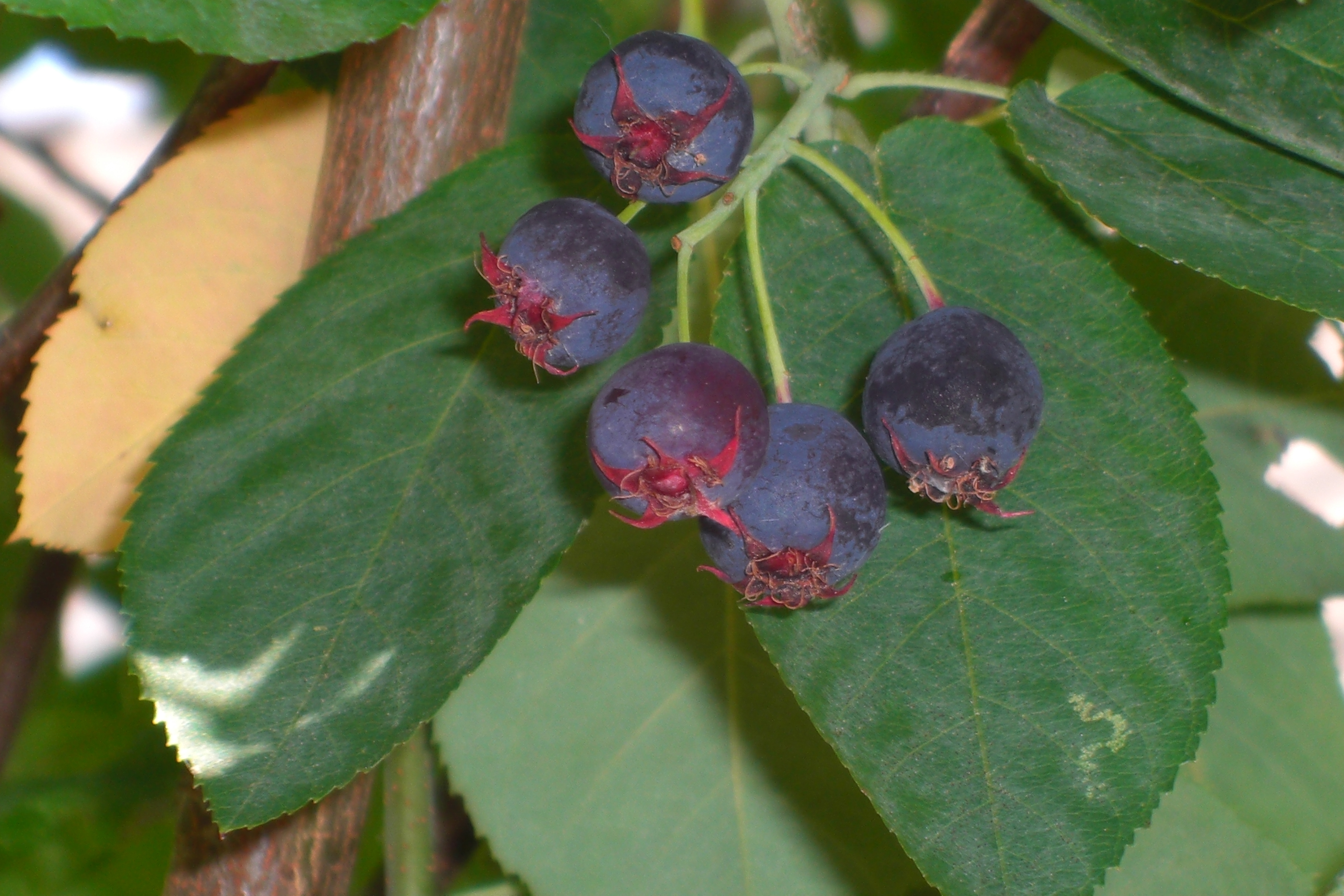
Muchovník (Amelanchier lamarckii)
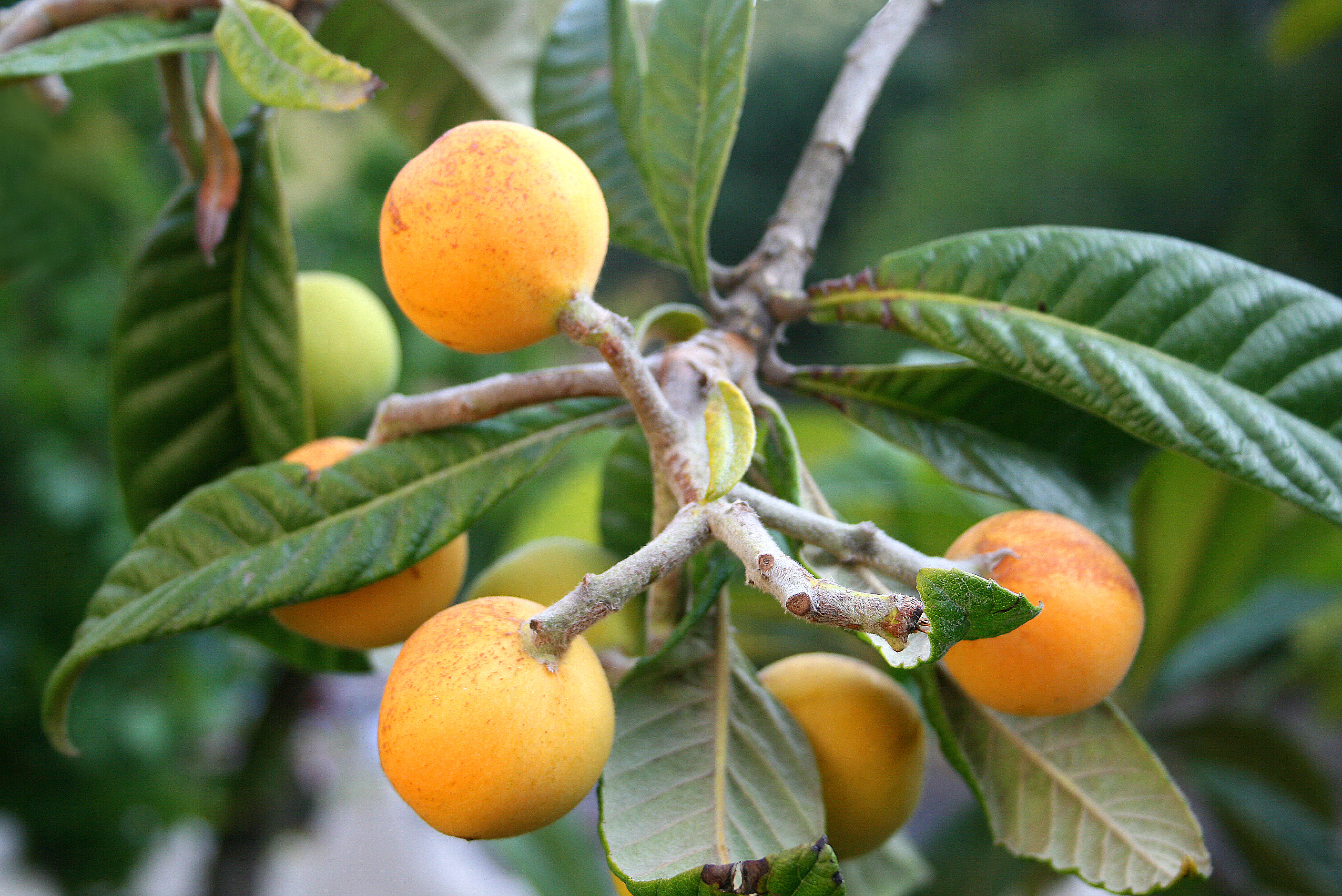
Lokvát japonský (Eriobotrya japonica)
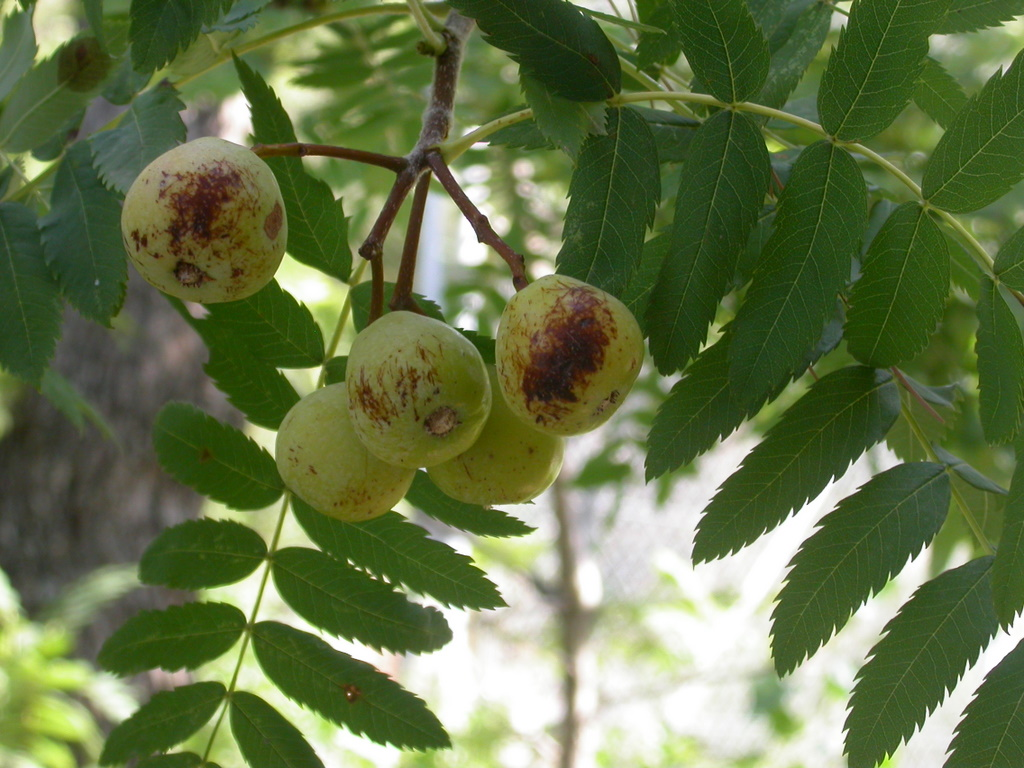
Jeřáb oskeruše (Sorbus domestica)
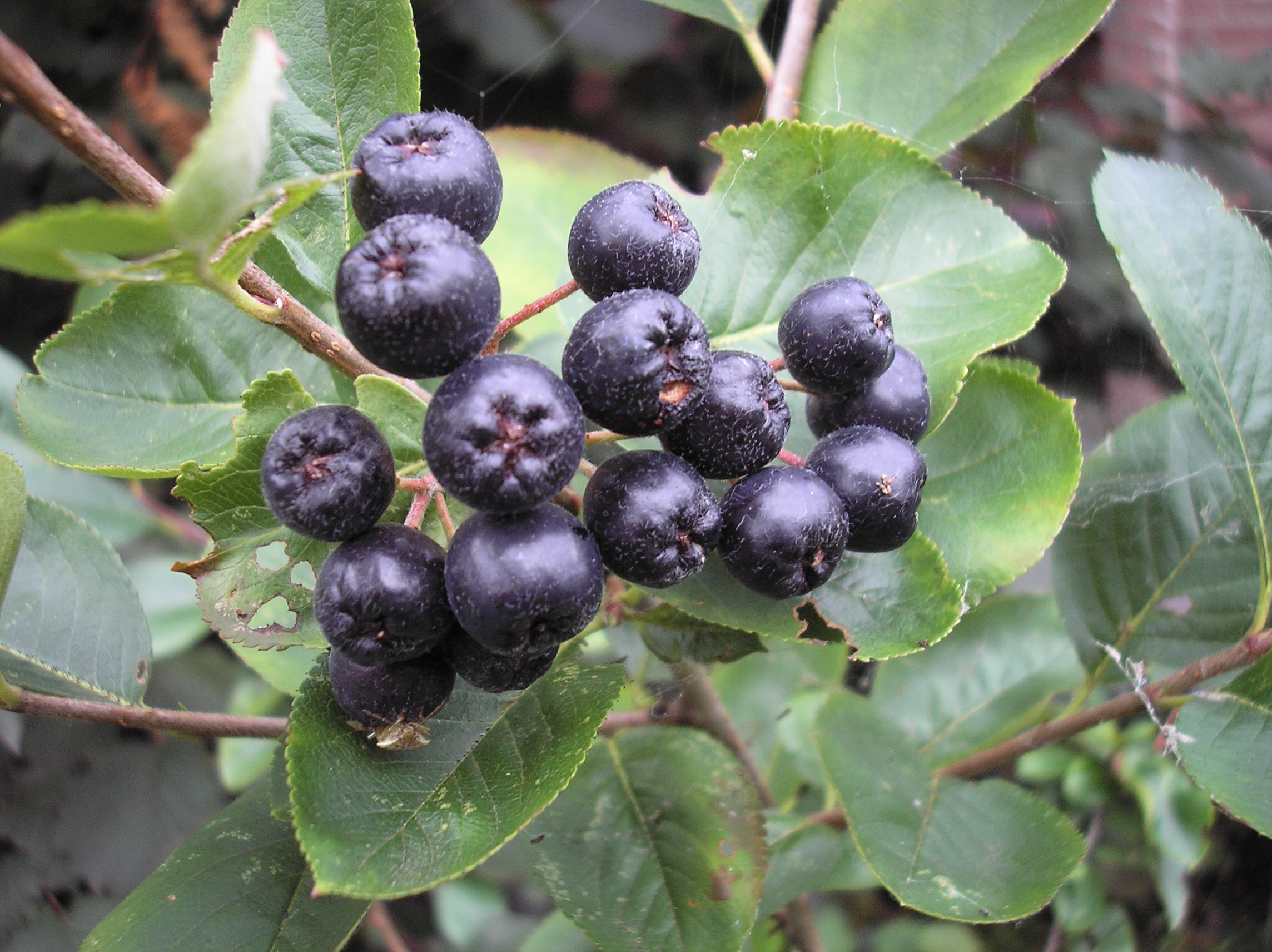
Temnoplodec černoplodý (Aronia melanocarpa)

### Technické rostliny
Silice na produkci růžového oleje a růžových aromatických vod je získávána především z kultivarů růže damašské (Rosa ×damascena), stolisté a bílé, případně také růže galské (Rosa gallica).
Severoamerická střemcha pozdní (Prunus serotina) poskytuje dřevo ceněné na nábytek a v řezbářství. Využíváno je i dřevo ovocných stromů – jabloně, hrušně, třešně, švestky, dále různé jeřáby – jeřáb ptačí (Sorbus aucuparia), jeřáb břek (Sorbus torminalis), jeřáb muk (Sorbus aria). Dřevo ovocných stromů je dobře opracovatelné a po napaření často získává načervenalou barvu. Je využíváno v nábytkářství, na rukojeti, řezbářské práce a drobné předměty, například nádoby nebo šperky.

### Okrasné rostliny
Okrasné růže, jedny z nejoblíbenějších zahradních rostlin na světě, jsou komplexní hybridy asi 9 původních divokých druhů.
Růže svraskalá (Rosa rugosa), pocházející z východní Asie, je v současnosti pro svoji odolnost hojně vysazována kolem dálnic a na zpevňování svahů.
Jako okrasné stromy jsou nejčastěji pěstovány jeřáby (Sorbus), různé druhy a kultivary ozdobných třešní, višní, střemch a sakur (rod Prunus) a ozdobné jabloně (Malus).
Z víceméně keřovitých okrasných dřevin je pěstován nejčastěji skalník (Cotoneaster), tavolník (Spiraea), bobkovišeň (Prunus, syn. Laurocerasus), tavola (Physocarpus), kdoulovec (Chaenomeles), mochnovec (Potentilla, syn. Dasiphora), hlohyně (Pyracantha), zákula japonská (Kerria japonica), jeřábovec (Sorbaria), hloh (Crataegus), hroznovec (Exochorda), muchovník (Amelanchier), temnoplodec (Aronia) a ostružiník (Rubus).
Spíše ojediněle se pěstuje celá řada dalších druhů keřů: kdouloň obecná (Cydonia oblonga), celoterčník různobarvý (Holodiscus discolor), aflatunie (Louiseania), madenie bělavá (Maddenia hypoleuca), mišpule obecná (Mespilus germanica), neilie (Neillia), neviusie alabamská (Neviusia alabamensis), vonivka třešňová (Oemleria cerasiformis), lístkovec větevnatý (Peraphyllum ramosissimum), blýskalka (Photinia), prinsepie (Prinsepia), pakdoule čínská (Pseudocydonia sinensis), korunatka (Stephanandra), stranvésie Davidova (Stranvaesia davidiana), růžovec zákulovitý (Rhodotypos scandens), mandloň nízká (Prunus tenella, syn. Amygdalus nana).
Vzácně se pěstují různé mezirodové křížence, např. kříženec jeřábu s temnoplodcem (jeřáboplodec, ×Sorbaronia) a jeřábu s hrušní (hruškojeřáb, ×Sorbopyrus auricularis).
Mezi zahradní trvalky náleží různé druhy rodu kuklík (Geum), mochna (Potentilla), kontryhel (Alchemilla) a tužebník (Filipendula), jako půdopokryvná je pěstována jahodka indická (Duchesnea indica) a mochnička (Waldsteinia).
Jako skalničky jsou pěstovány drobné poléhavé keříky rodu dryádka (Dryas) a půdopokryvné plazivé byliny až polokeře rodu acéna (Acaena), pocházející z Nového Zélandu a z And.

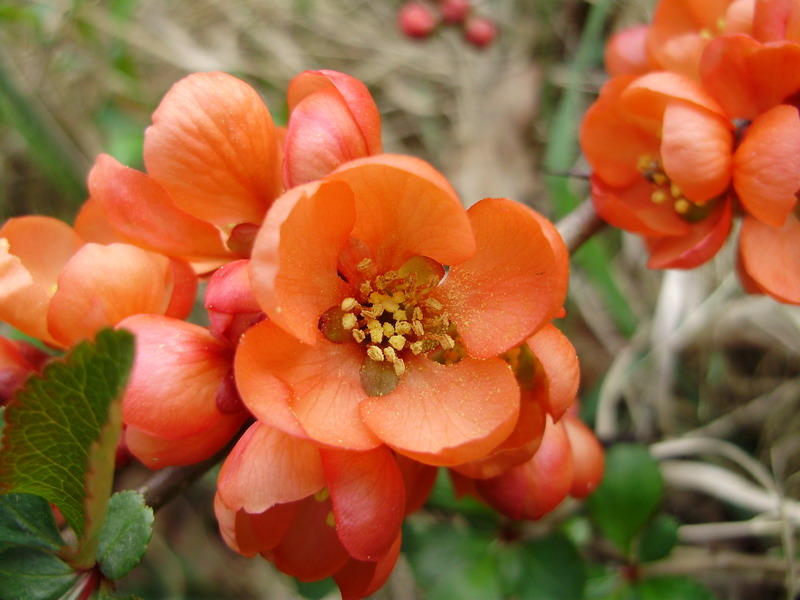
Kdoulovec japonský (Chaenomeles japonica)
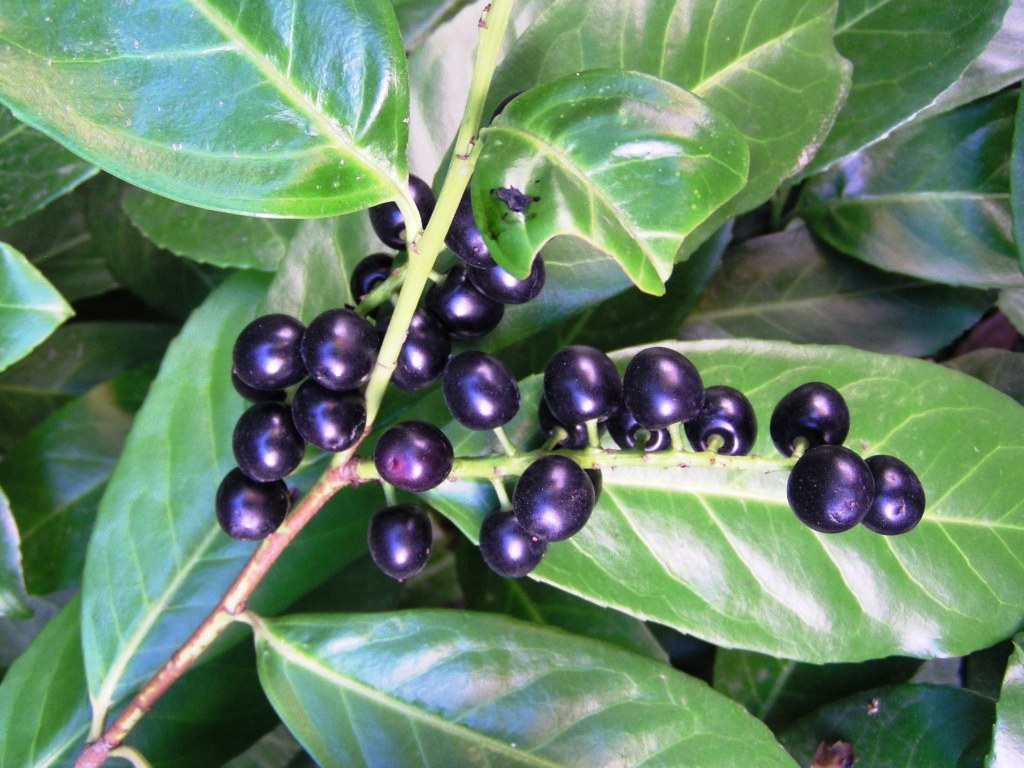
Bobkovišeň lékařská (Prunus laurocerasus)
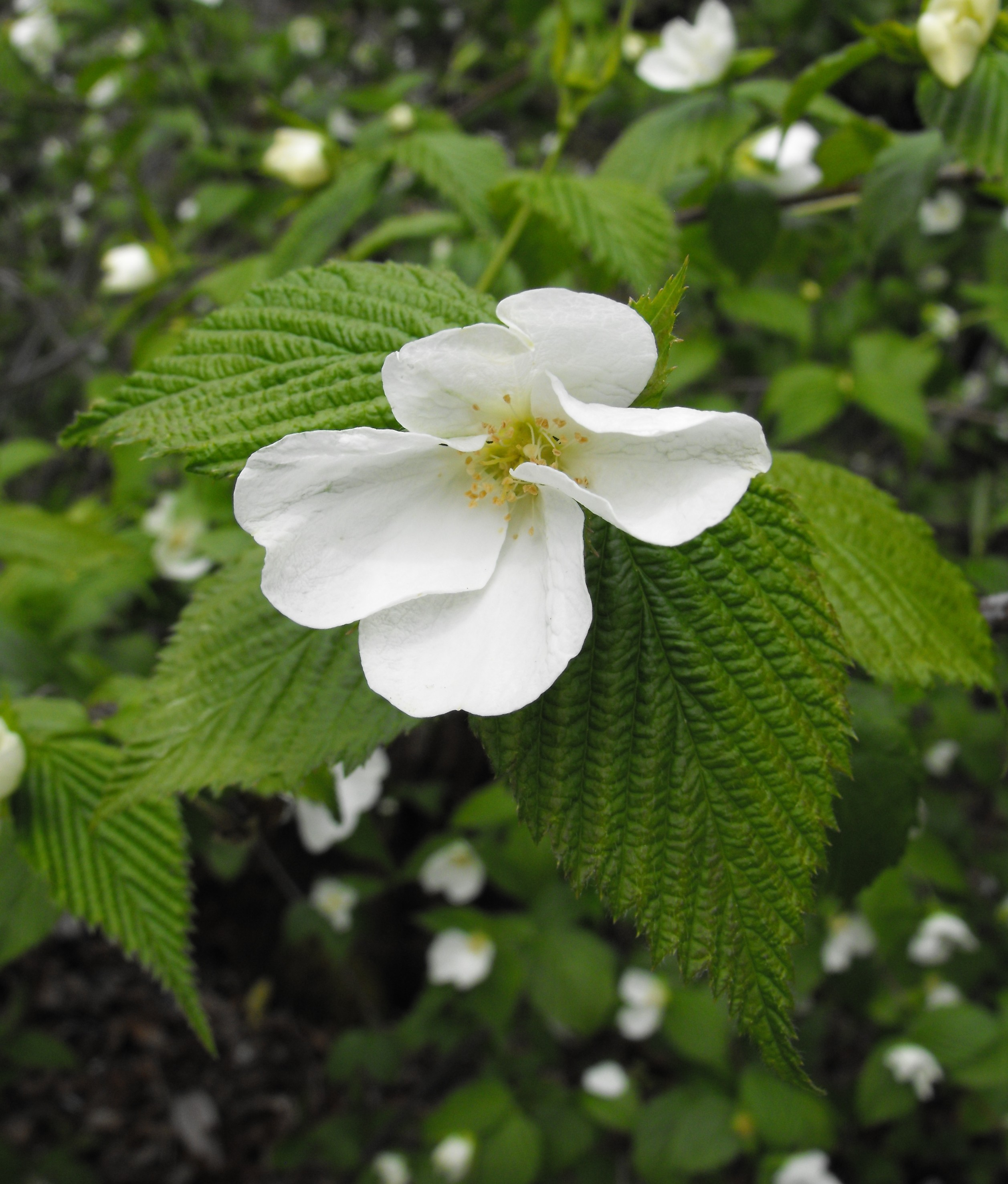
Růžovec zákulovitý (Rhodotypos scandens)
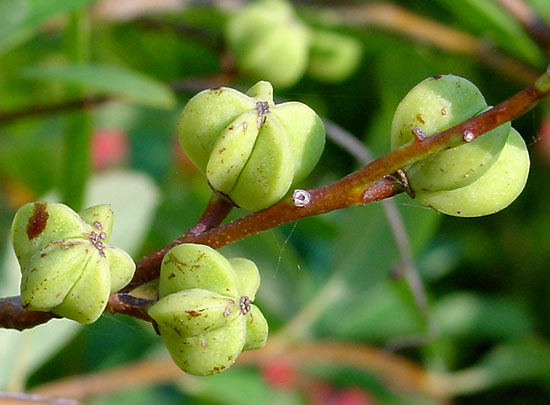
Plody hroznovce (Exochorda x macrantha)
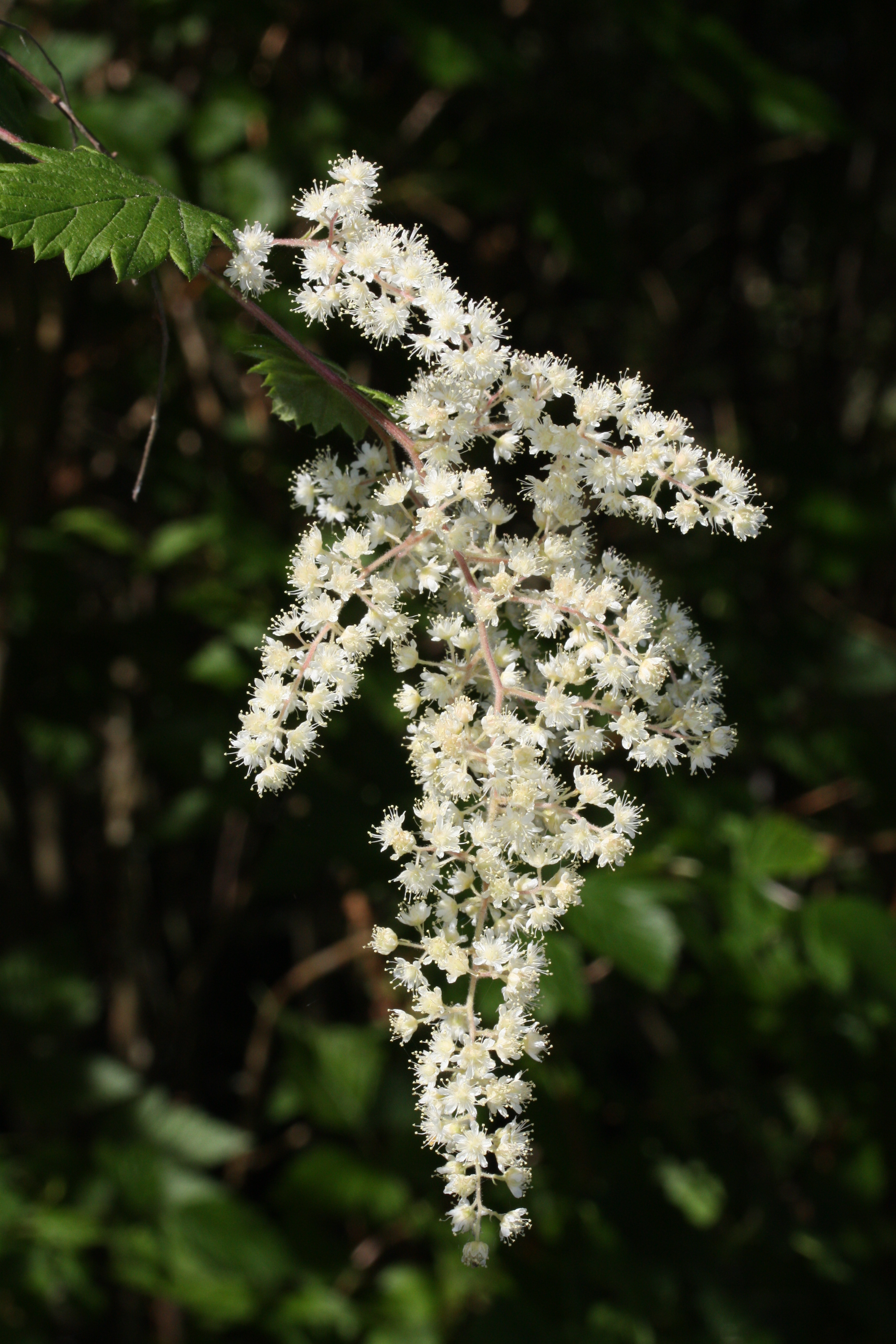
Celoterčník různobarvý (Holodiscus discolor)
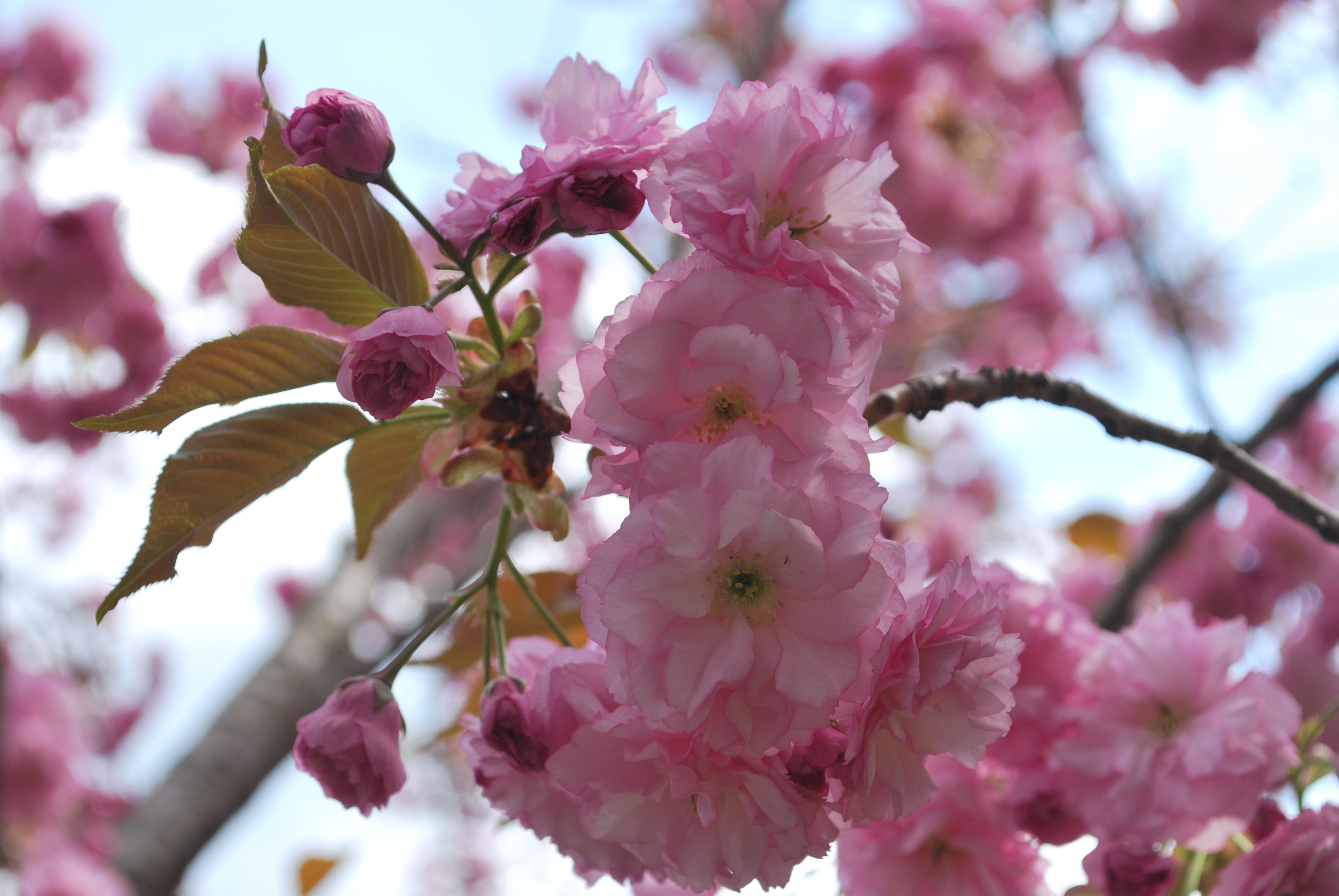
Sakura (Prunus serrulata)
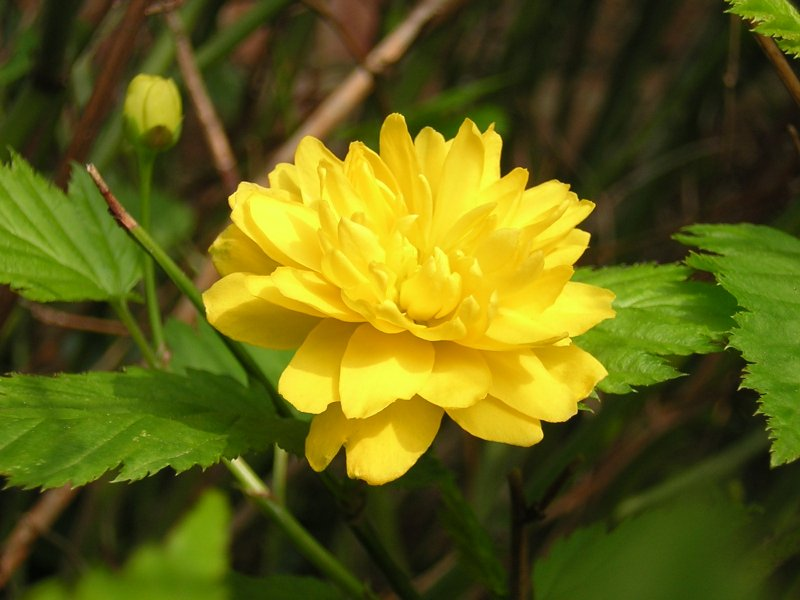
Plnokvětý kultivar zákuly japonské (Kerria japonica)
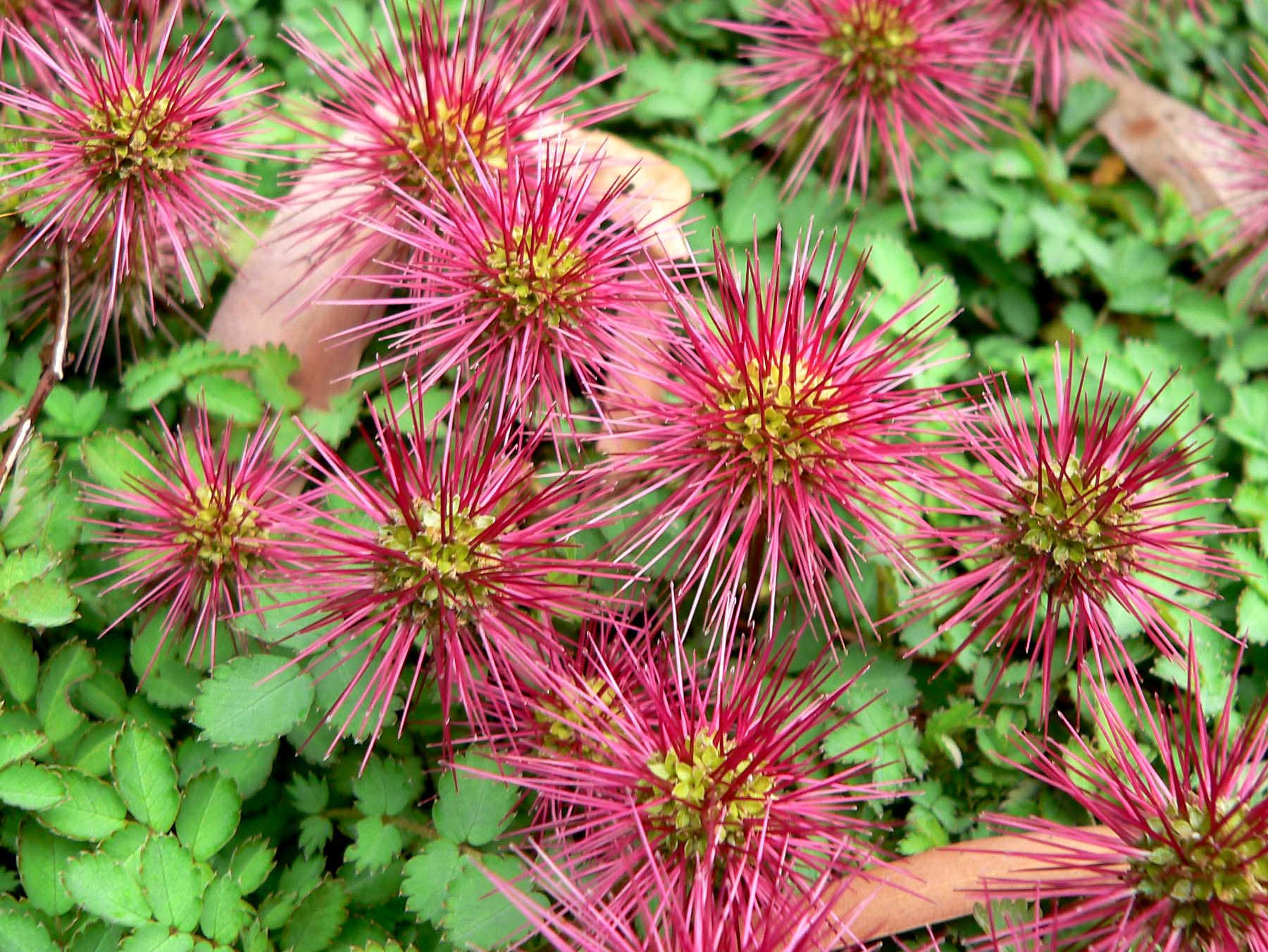
Acéna (Acaena magellanica)

### Lékařství a léčitelství

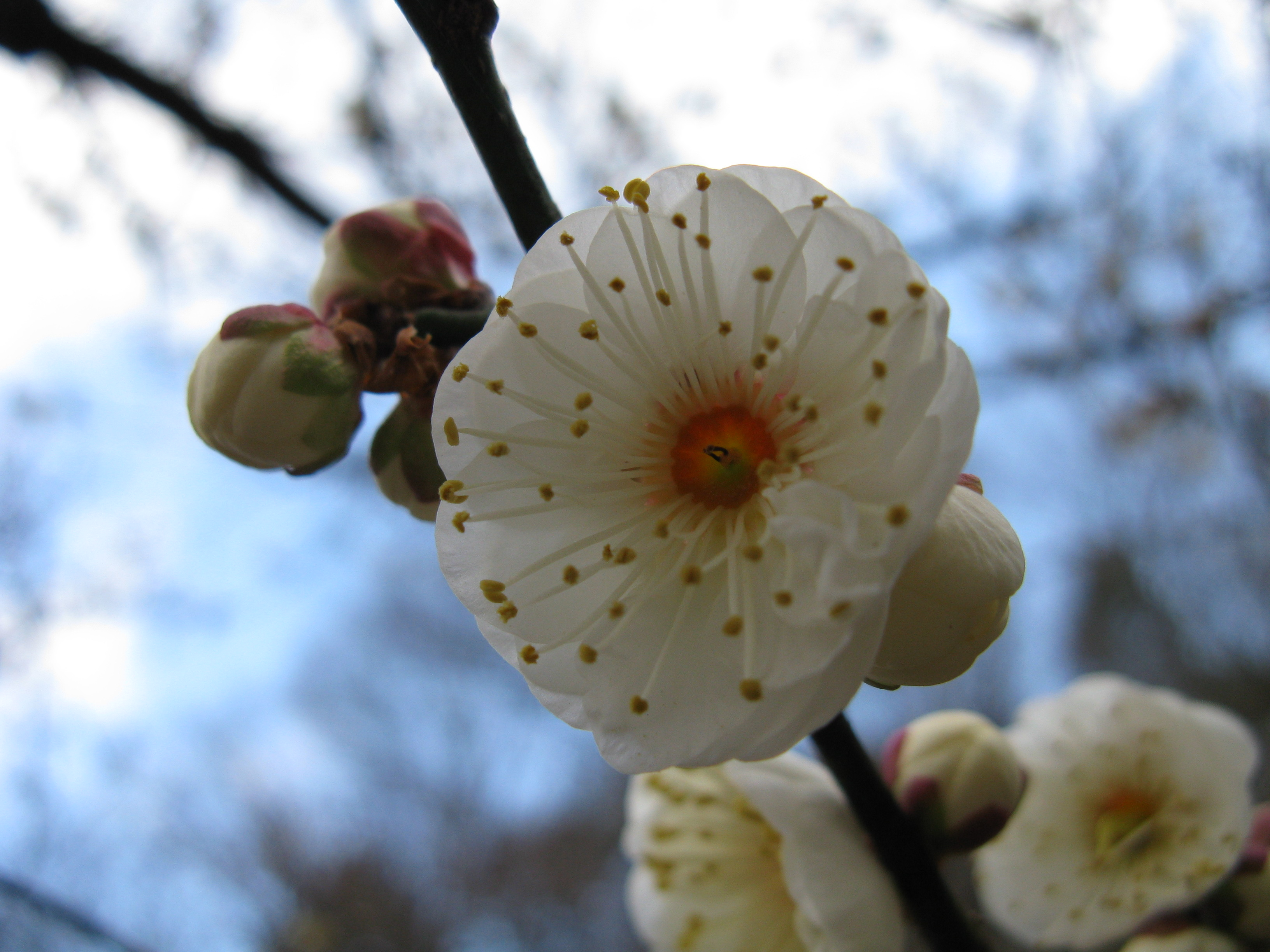
Slivoň mume (Prunus mume)

Kontryhel (Alchemilla) je používán zevně i vnitřně jako účinný prostředek při tlumení menstruačního krvácení i při dalších gynekologických obtížích.
Plody kdouloně obecné (Cydonia oblonga) se již od časů Hildegardy z Bingenu používají při revmatismu. Účinným antirevmatikem je také květ a plod jeřábu ptačího (Sorbus aucuparia). Hloh obecný (Crataegus laevigata) má příznivý vliv na srdeční činnost, rozšiřuje věnčité tepny a je využíván v geriatrii. Plody střemchy obecné jsou používány proti průjmům a na vypocení. Nať řepíku lékařského stimuluje činnost žlučníku a jater, zlepšuje trávení a zevně je používána při kožních chorobách. List jahodníku obecného (Fragaria vesca) je používán jako součást různých bylinných směsí.
Tužebník jilmový (Filipendula ulmaria) obsahuje stejně jako vrbová kůra salicin – látku, která dala vzniknout kyselině acetylsalicylové neboli aspirinu.
V čínské medicíně jsou využívány plody hlohu klínovitého (Crataegus cuneata), podávané především při různých poruchách trávení. Odvar z listů lokvátu japonského (Eriobotrya japonica) je používán jako prostředek posilující žaludek, uvolňující hleny při chronické bronchitidě, při vykašlávání krve a dalších obtížích. Nakládané plody slivoně mume (Prunus mume) pikantní chuti se používají při střevních potížích, chronickém kašli, krvi v moči či stolici.
Jsou pod jménem švestičky umeboshi dováženy i do České republiky.
Kůra slivoně africké (Prunus africana) obsahuje fytosteroly a je součástí průmyslově vyráběných antiprostatik.

## Zástupci
- acéna (Acaena)
- adenostoma (Adenostoma)
- astivida (Sarcopoterium)
- blýskalka (Photinia)
- bobkovišeň (Prunus, syn. Laurocerasus)
- broskvoň (Prunus, syn. Persica)
- celoterčník (Holodiscus)
- donaul (Vauquelinia)
- dryádka (Dryas)
- falugie (Fallugia)
- hagenie (Hagenia)
- hloh (Crataegus)
- hlohoun (Osteomeles)
- hlohovka (Rhaphiolepis)
- hlohyně (Pyracantha)
- hroznovec (Exochorda)
- hrušeň (Pyrus)
- hruškojeřáb (×Sorbopyrus)
- hruškokdouloň (×Pyronia)
- chamébacie (Chamaebatia)
- jabloň (Malus)
- jahodka (Duchesnea)
- jahodník (Fragaria)
- jeřáb (Sorbus)
- jeřáboplodec (×Sorbaronia)
- kagenekie (Kageneckia)
- kdouloň (Cydonia)
- kdoulovec (Chaenomeles)
- kontryhel (Alchemilla)
- korunatka (Stephanandra)
- kovanie (Cowania)
- krvavec (Sanguisorba)
- kuklice (Geum, syn. Sieversia)
- kuklík (Geum)
- lístkovec (Peraphyllum)
- litkovka (Luetkea)
- lokvát (Eriobotrya)
- madenie (Maddenia)
- mahalebka (Prunus, syn. Padellus)
- maliník (Rubus)
- mandloň (Prunus, syn. Amygdalus)
- meruňka (Prunus, syn. Armeniaca)
- mišpule (Mespilus)
- mišpulovec (+Crataegomespilus)
- mochna (Potentilla)
- mochnička (Waldsteinia)
- mochnovec (Dasiphora, syn. Potentilla)
- muchojeřáb (×Amelasorbus)
- muchovník (Amelanchier)
- nepatrnec (Aphanes, syn. Alchemilla)
- neviusie (Neviusia)
- oháňkovník (Cercocarpus)
- ostružiník (Rubus)
- paprskovec (Pentactina)
- perloušek (Margyricarpus)
- polylepis (Polylepis)
- prinsepie (Prinsepia)
- puršovka (Purshia)
- růže (Rosa)
- růžovec (Rhodotypos)
- řepíček (Aremonia)
- řepík (Agrimonia)
- sakura (Prunus, syn. Padus, Cerasus)
- sibiřanka (Sibiraea)
- skalník (Cotoneaster)
- slivoň (Prunus)
- stranvésie (Stranvaesia, syn. Photinia)
- střemcha (Prunus, syn. Padus)
- tavola (Physocarpus)
- tavolníček (Petrophytum)
- tavolník (Spiraea)
- tavolníkovec (Sorbaria)
- tavolníkovka (Neillia)
- temnoplodec (Aronia)
- trnka (Prunus)
- trubuška (Gillenia)
- třešeň (Prunus, syn. Cerasus)
- tužebník (Filipendula)
- udatna (Aruncus)
- vonivka (Oemleria, syn. Osmaronia)
- vřeteník (Drymocallis)
- zákula (Kerria)
- zubatka (Sibbaldia)
- žebrolístek (Chamaebatiaria)[20][21]

### Abecední seznam rodů
Acaena,
Adenostoma,
Agrimonia,
Alchemilla (včetně Aphanes, Lachemilla),
Amelanchier,
Aremonia,
Argentina,
Aria,
Aronia,
Aruncus,
Bencomia,
Borkhausenia,
Cercocarpus,
Chaenomeles,
Chamaebatia,
Chamaebatiaria,
Chamaecallis,
Chamaemeles,
Chamaemespilus,
Chamaerhodos,
Chloromeles,
Cliffortia,
Coleogyne,
Coluria,
Comarum,
Cormus,
Cotoneaster,
Cowania,
Crataegus (vč. Mespilus),
Cydonia,
Dasiphora,
Dichotomanthes,
Docynia,
Dryas,
Drymocallis,
Eriobotrya,
Eriolobus,
Exochorda,
Fallugia,
Farinopsis,
Filipendula,
Fragaria,
Geum,
Gillenia,
Hagenia,
Hedlundia,
Hesperomeles,
Heteromeles,
Holodiscus,
Kageneckia,
Karpatiosorbus,
Kelseya,
Kerria,
Leucosidea,
Lindleya,
Luetkea,
Lyonothamnus,
Macromeles,
Majovskia,
Malacomeles,
Malus,
Marcetella,
Margyricarpus,
Micromeles,
Neillia,
Neviusia,
Normeyera,
Oemleria,
Osteomeles,
Pentactina,
Peraphyllum,
Petrophytum,
Photinia (vč. Stranvaesia),
Physocarpus,
Pleiosorbus,
Polylepis,
Potaninia,
Potentilla (vč. Horkelia, Horkeliella, Ivesia),
Pourthiaea,
Prinsepia,
Prunus (vč. Pygeum)
Pseudocydonia,
Purshia,
Pyracantha,
Pyrus,
Rhaphiolepis,
Rhodotypos,
Rosa,
Rubus (vč. Dalibarda),
Sanguisorba (vč. Dendriopoterium, Poteridium, Poterium),
Sarcopoterium,
Sibbaldia,
Sibbaldianthe,
Sibiraea,
Sieversia,
Sorbaria,
Sorbus,
Spenceria,
Spiraea,
Spiraeanthus,
Tetraglochin,
Torminalis,
Vauquelinia,
Waldsteinia,
Xerospiraea
Mezirodoví kříženci:
×Amelasorbus,
×Cerasolouiseania,
×Crataemespilus,
×Margyracaena,
×Pyraria,
×Pyronia,
×Sorbaronia,
×Sorbocotoneaster,
×Sorbomeles,
×Sorbopyrus
Chiméry:
+Crataegomespilus